# Fursteprocessionen

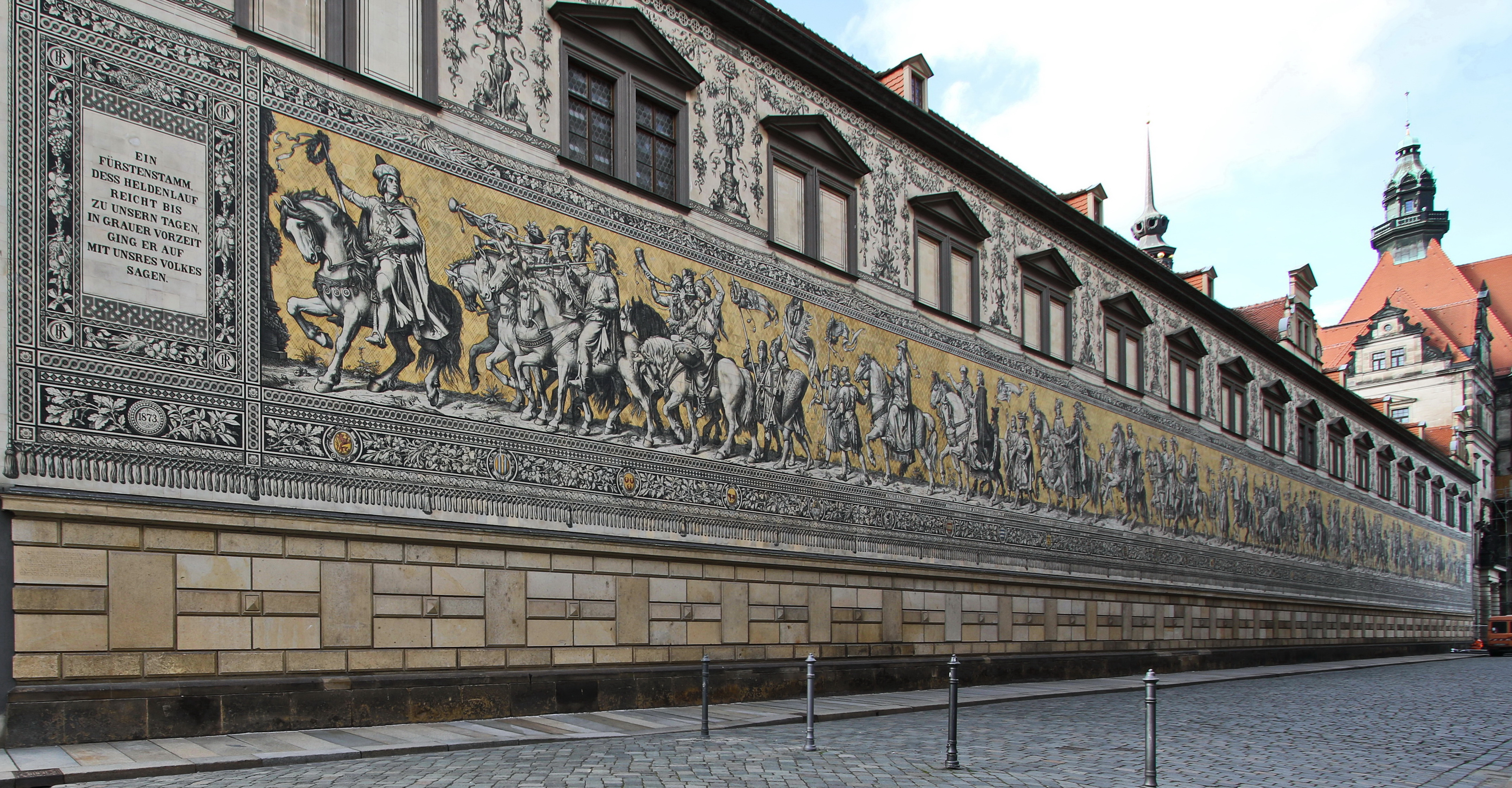
Översiktsbild sedd utmed Augustusstraße i centrala Dresden.

Fursteprocessionen (tyska: der Fürstenzug, ordagrant "furstetåget") är ett muralverk föreställande sachsiska regenter som är uppradade i en kortege. Den finns på stallgårdens yttervägg vid Dresdens residensslott i nuvarande Tyskland. Konstverket målades inför firandet av Wettin-dynastins 800-årsjubileum, men ersattes senare av plattor i Meissenporslin för att göra verket mer väderbeständig. Med cirka 23 000 plattor och en längd på knappt 102 meter, är det världens största porslinsverk.

## Historia
Ytterväggen på slottets nybyggda stallgård var redan år 1589 dekorerad med fresk. Inför den kommande årsjubileet, då huset Wettin regerat i Sachsen i 800 år, beställdes en storskalig väggmålning. Den skapades av den tyska konstnären Wilhelm Walther mellan 1871 och 1876, men på grund av målningens försämrade skick, ersattes den med cirka 23 000 plattor i Meissenporslin mellan 1904 och 1907.
Verket avbildar 35 sachsiska regenter, från markgreve Konrad den store på 1100-talet till kung Georg av Sachsen på 1900-talets början. De enda två som saknad i regentlängen är markgreve Henrik den gamle och Fredrik August III, Sachsens sista kung. Dessutom avbildas även 59 vetenskapsmän, hantverkare, barn och bönder; varav endast en flicka.
Endast minimala skador orsakades av de allierades bombningen av Dresden under andra världskriget i februari 1945.

## Avbildning
Fursteprocessionen är 101,9 meter lång och 10,5 meter hög. Varje platta är ungefär en kvadrat på 20,5 centimeter vardera. Således består väggen av cirka 23 000 plattor totalt, vilket omfattar en area på 968 kvadratmeter i och med väggens 18 övre fönster.
Totalt avbildas 94 personer varav 35 adelsmän (inklusive markgrevar, kurfurstar, hertigar och kungar) på hästryggar medan fotsoldater och övrigt folk står på marken. Målarens egna porträtt finns med. Varje regents namn är inskrivet under dennes bild. Samtliga personer bär moderna kläder.

### Personer
| - Konrad I av Meissen - Otto av Meissen - Albrekt I av Meissen - Didrik I av Meissen - Henrik III av Meissen - Albrekt II av Meissen - Fredrik I av Meissen | - Fredrik II av Meissen - Fredrik III av Meissen - Fredrik I av Sachsen - Ernst av Sachsen - Fredrik II av Sachsen - Albrekt III av Sachsen-Meissen - Fredrik III av Sachsen | - Johan av Sachsen - Johan Fredrik I av Sachsen - Georg av Sachsen - Henrik IV av Sachsen - Moritz av Sachsen - August I av Sachsen - Kristian I av Sachsen | - Kristian II av Sachsen - Johan Georg I av Sachsen - Johan Georg II av Sachsen - Johan Georg III av Sachsen - Johan Georg IV av Sachsen - August II av Sachen - August III av Sachen | - Fredrik Kristian av Sachsen - Fredrik August I av Sachsen - Anton av Sachsen - Fredrik August II av Sachsen - Johan I av Sachsen - Albrekt av Sachsen - Georg av Sachsen |

### Vapensköldar

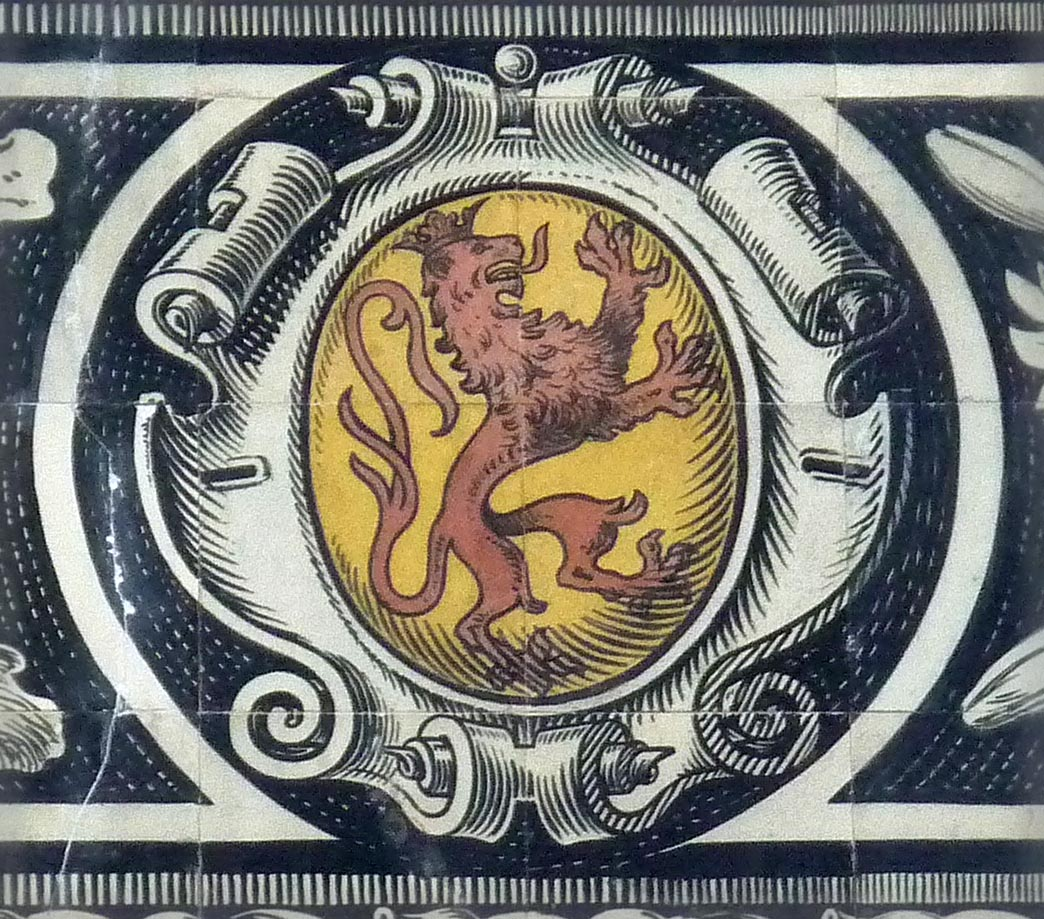
borggrevskapet Wettin
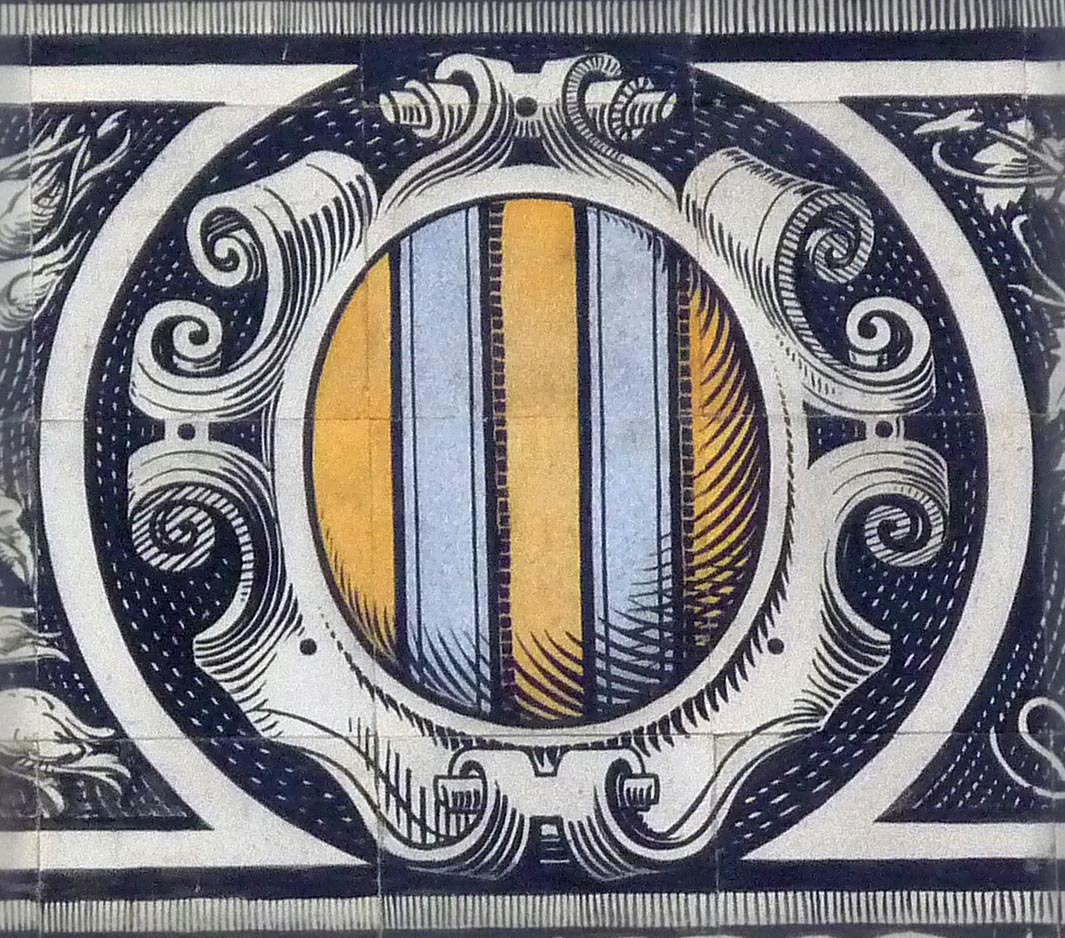
markgrevskapet Landsberg
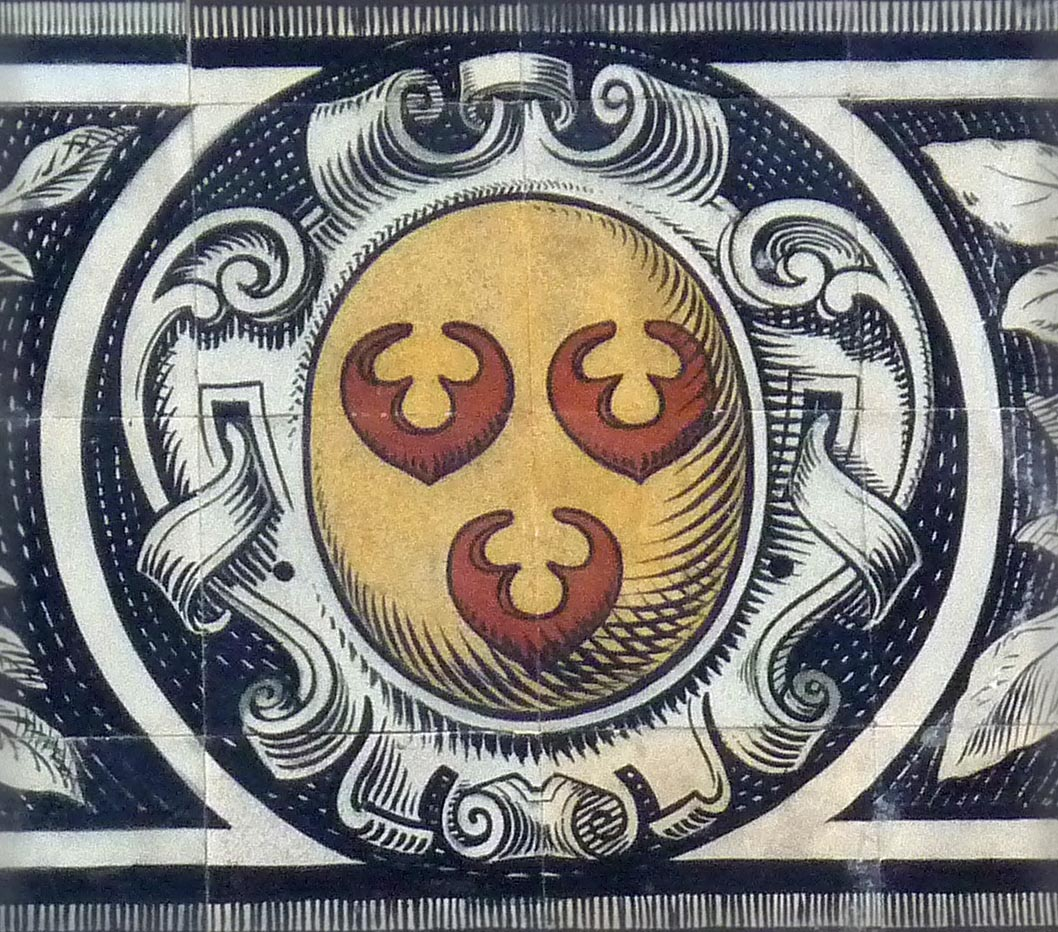
grevskapet Brehna
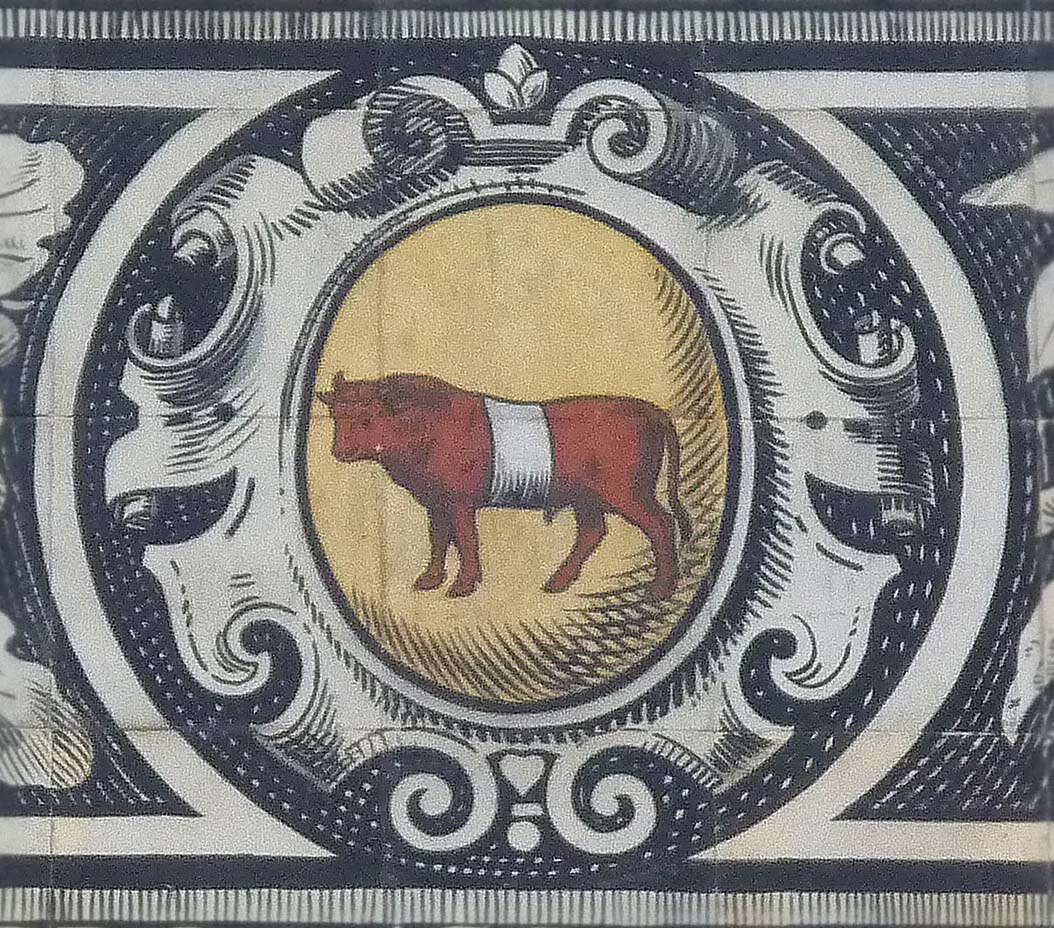
markgrevskapet Niederlausitz
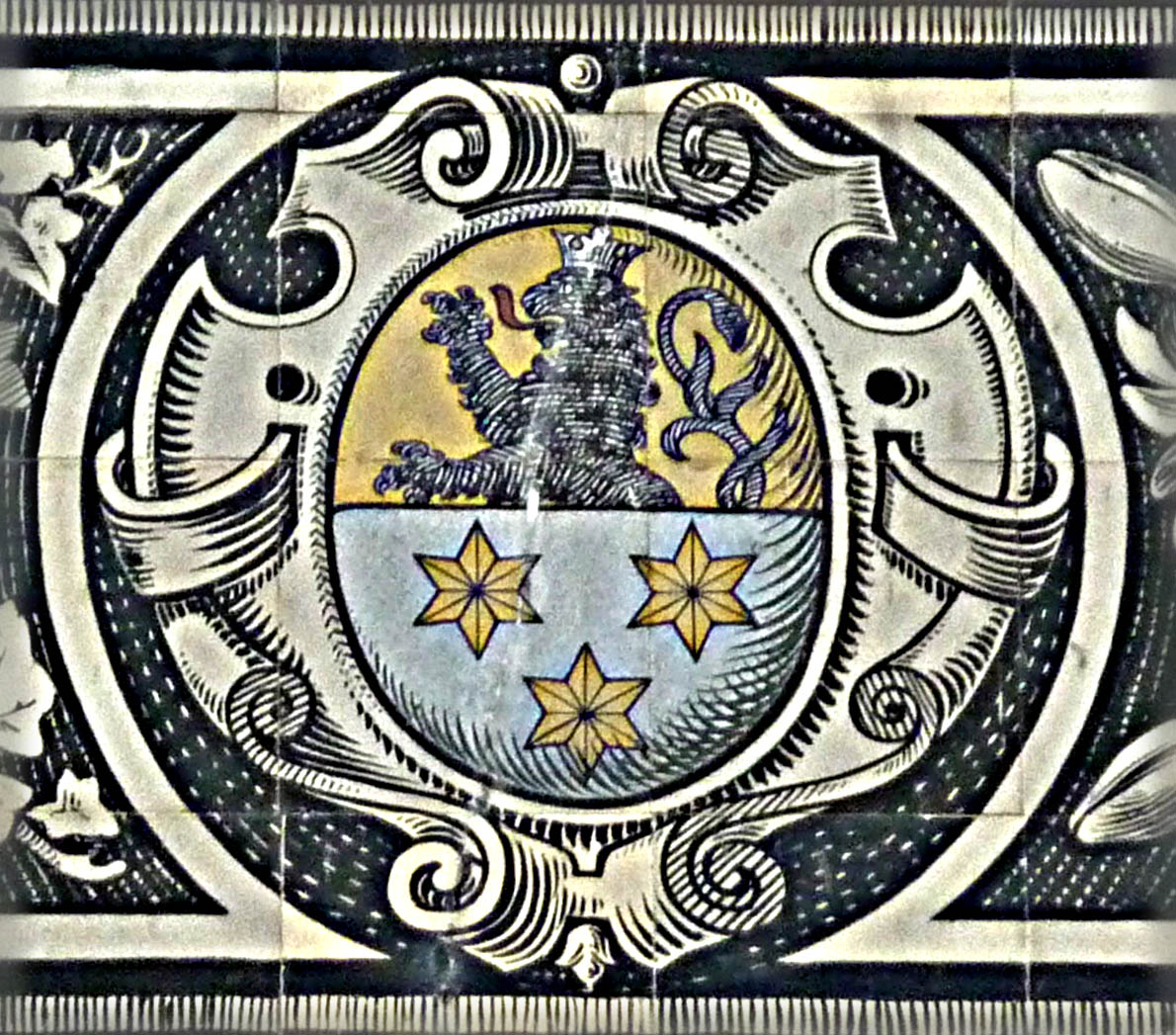
grevskapet Eilenburg
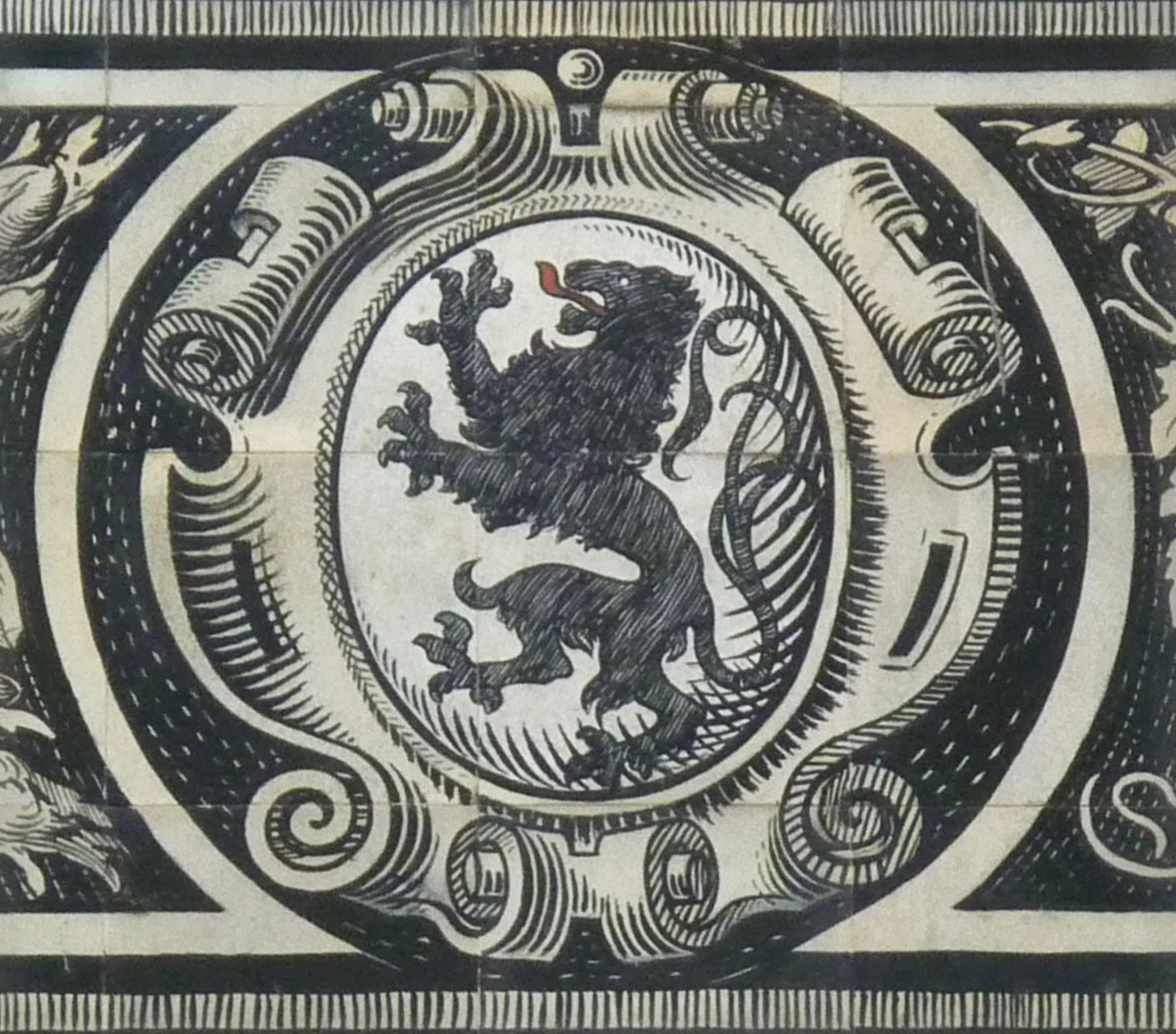
markgrevskapet Meissen
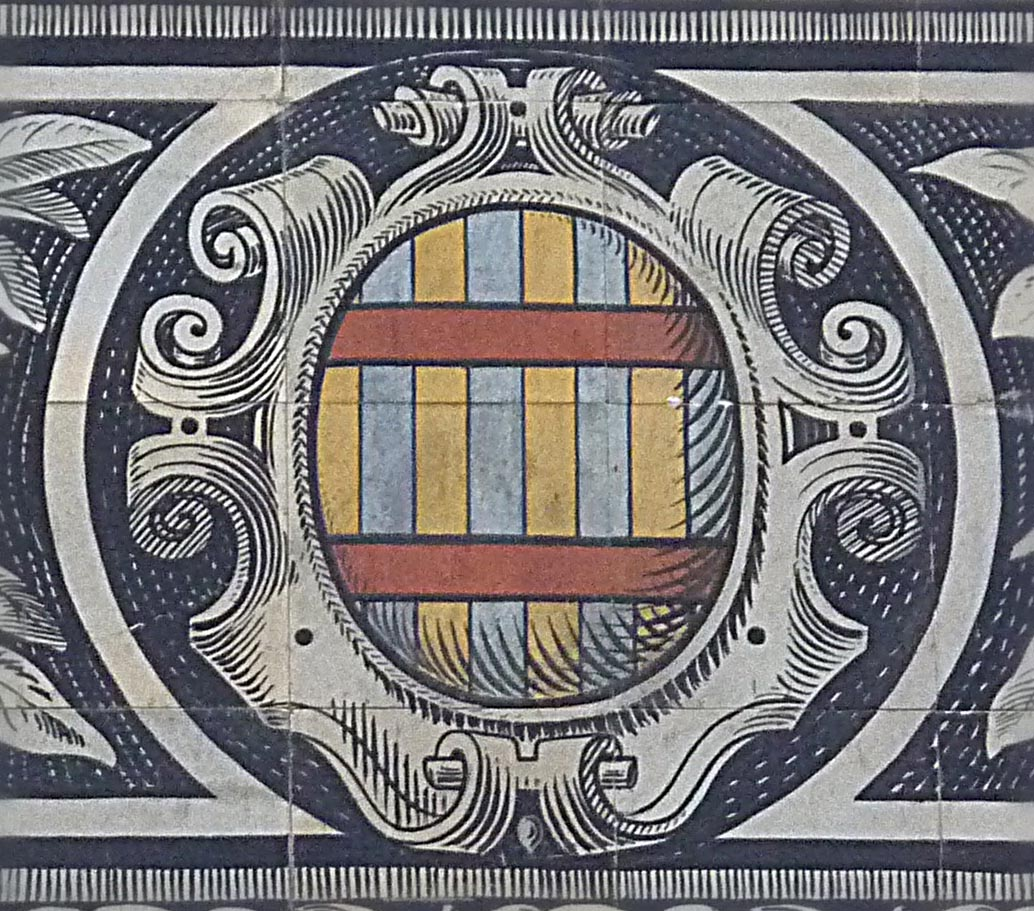
borggrevskapet Zörbig
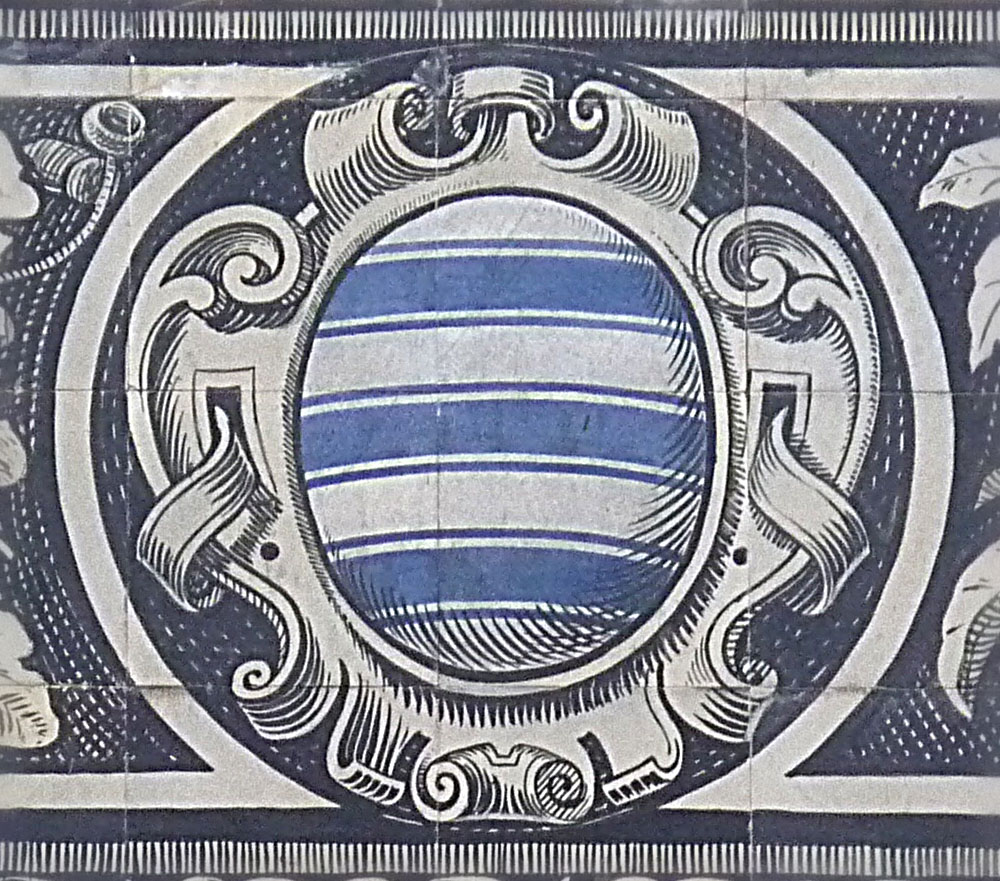
grevskapet Eisenberg
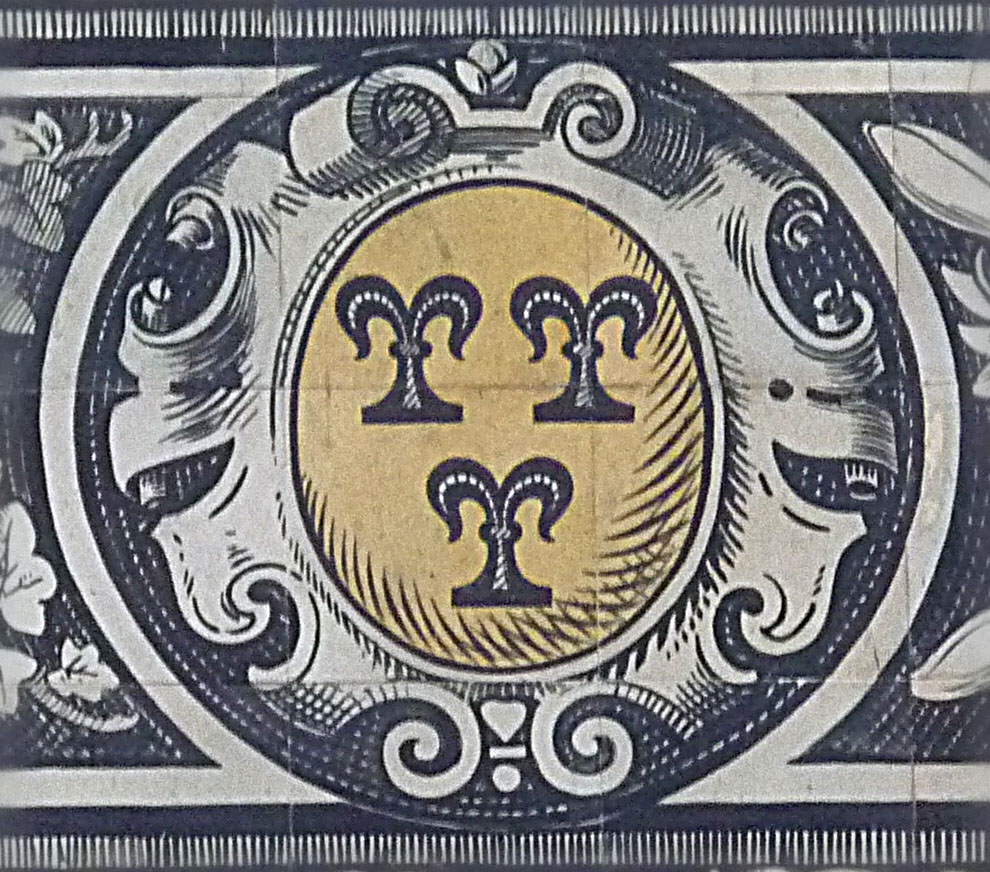
herredömet Rochlitz
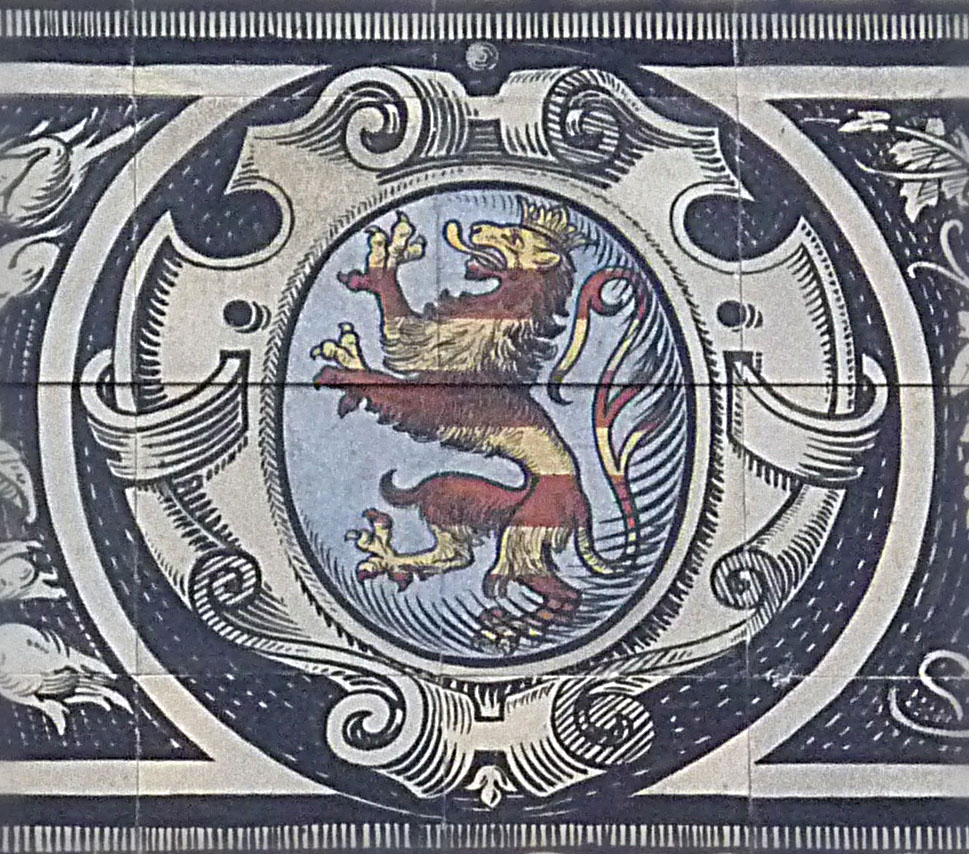
lantgrevskapet Thüringen
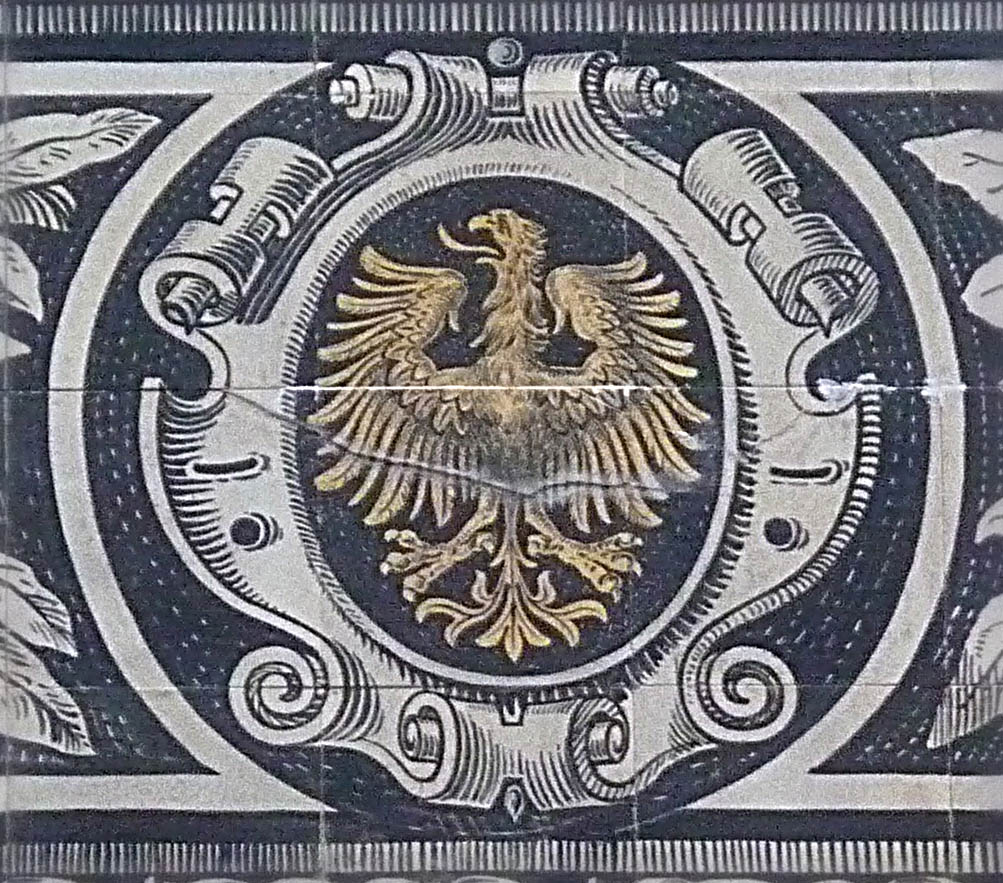
pfalzgrevskapet Thüringen
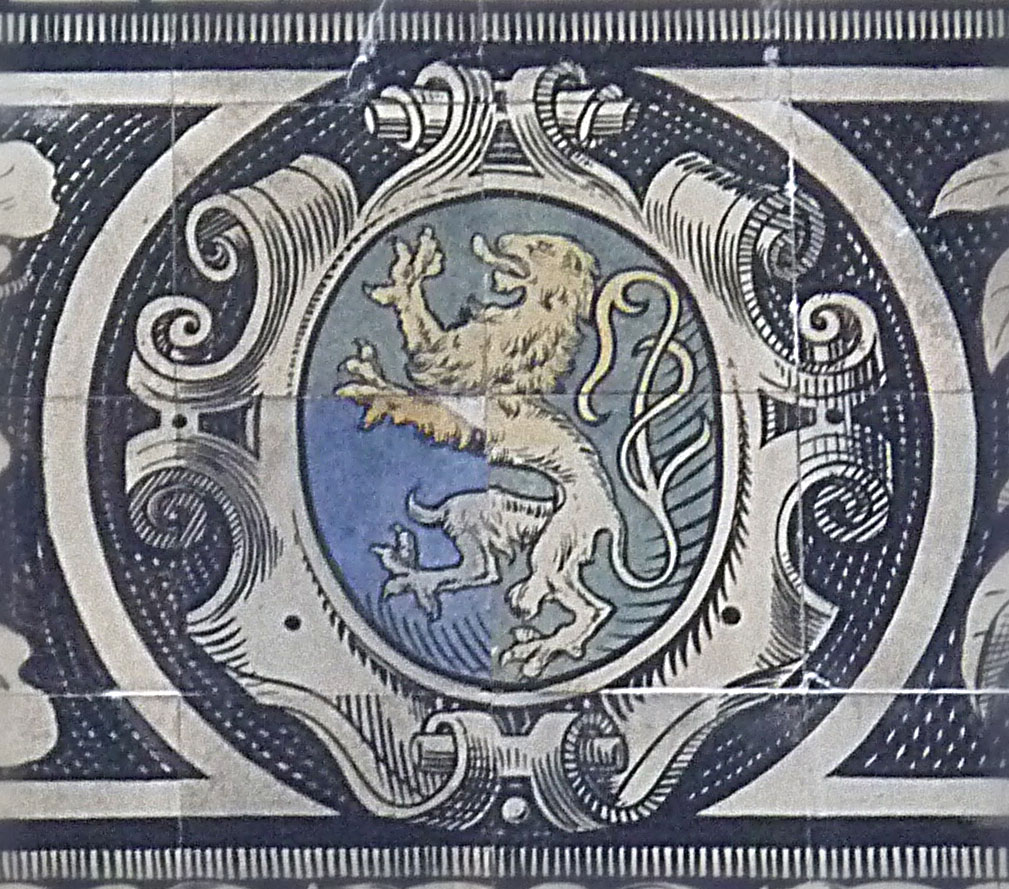
riksterritoriet Pleissnerland
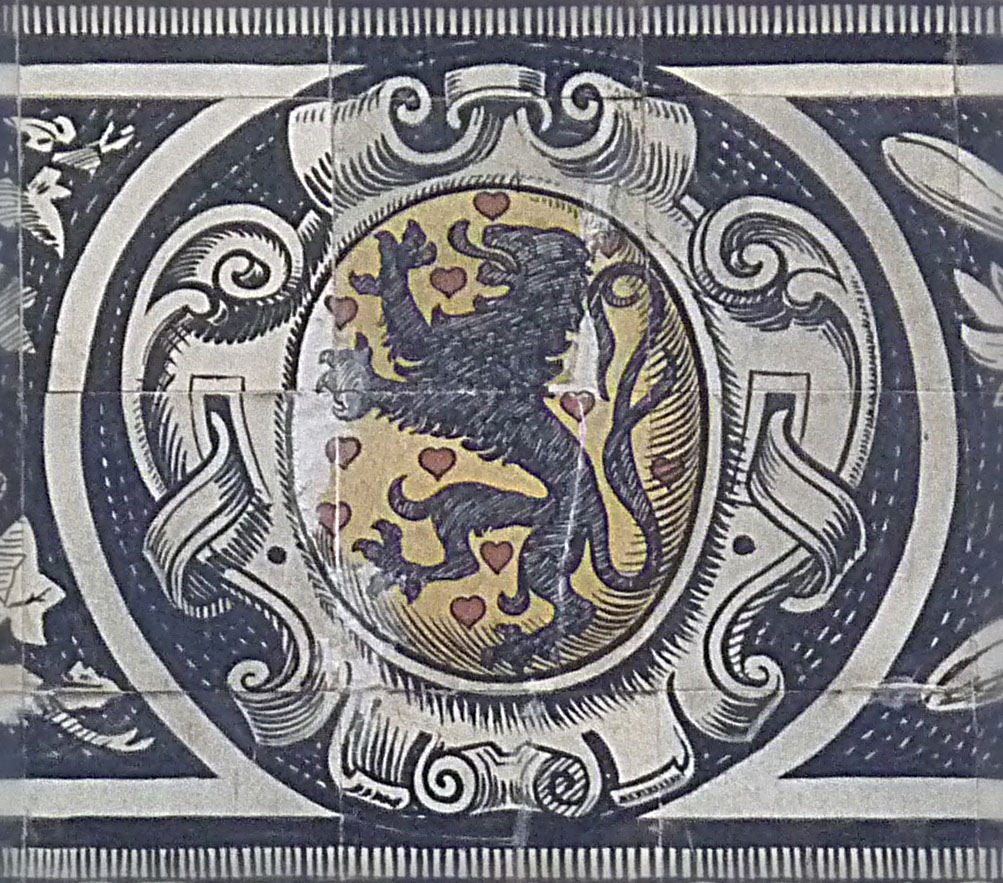
grevskapet Orlamünde
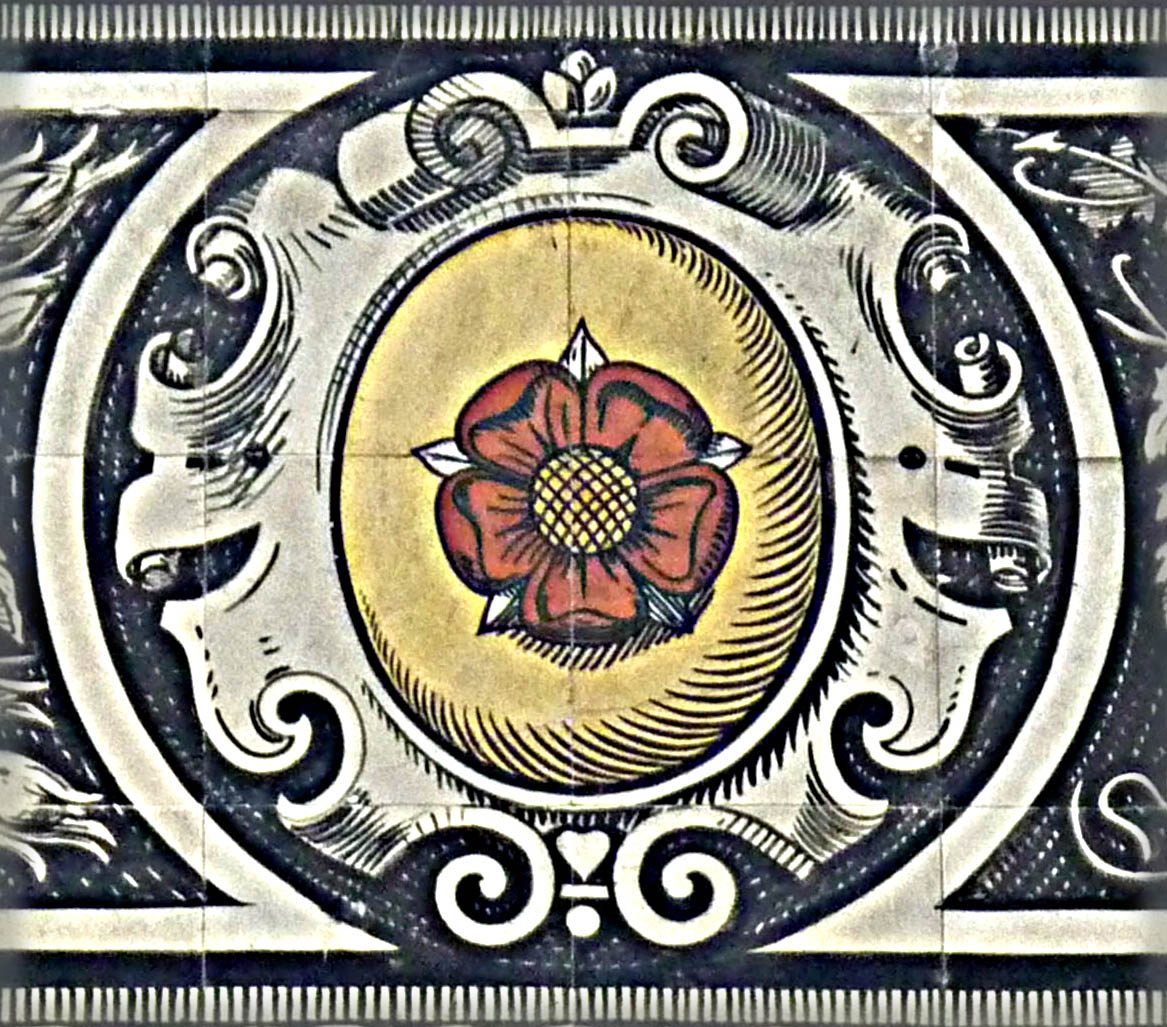
borggrevskapet Altenburg
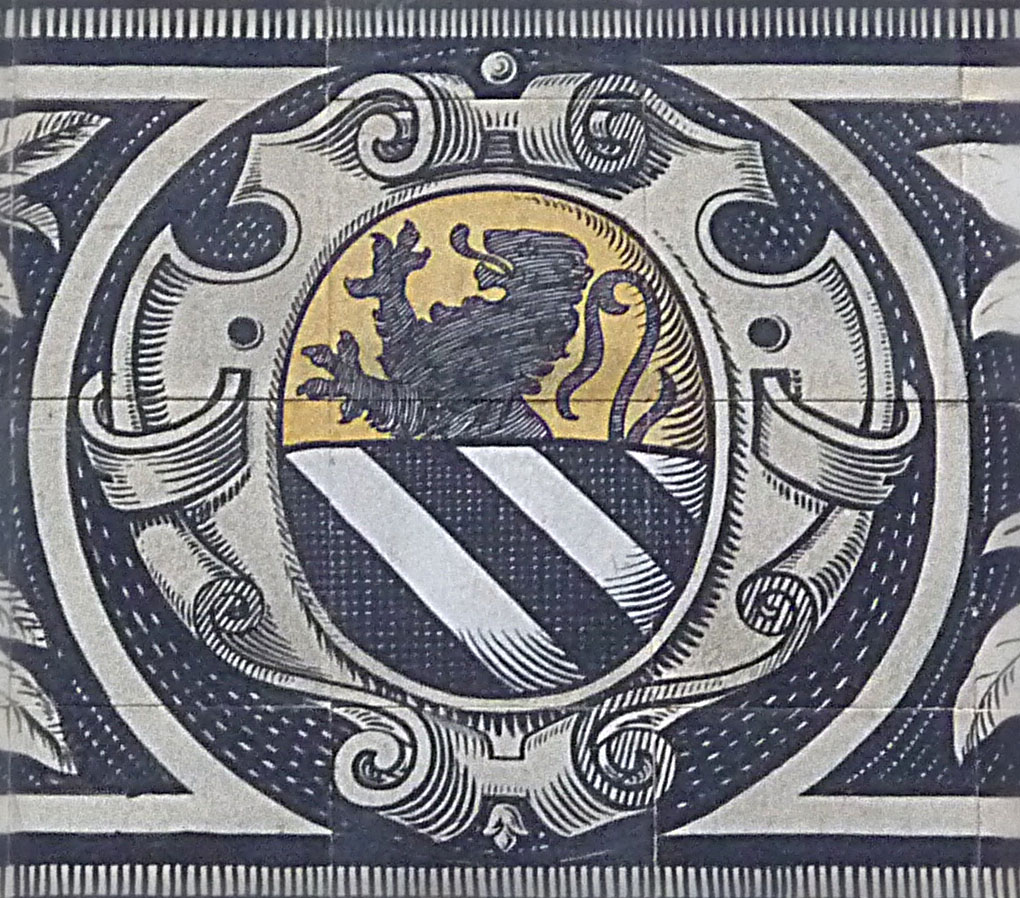
herredömet Colditz
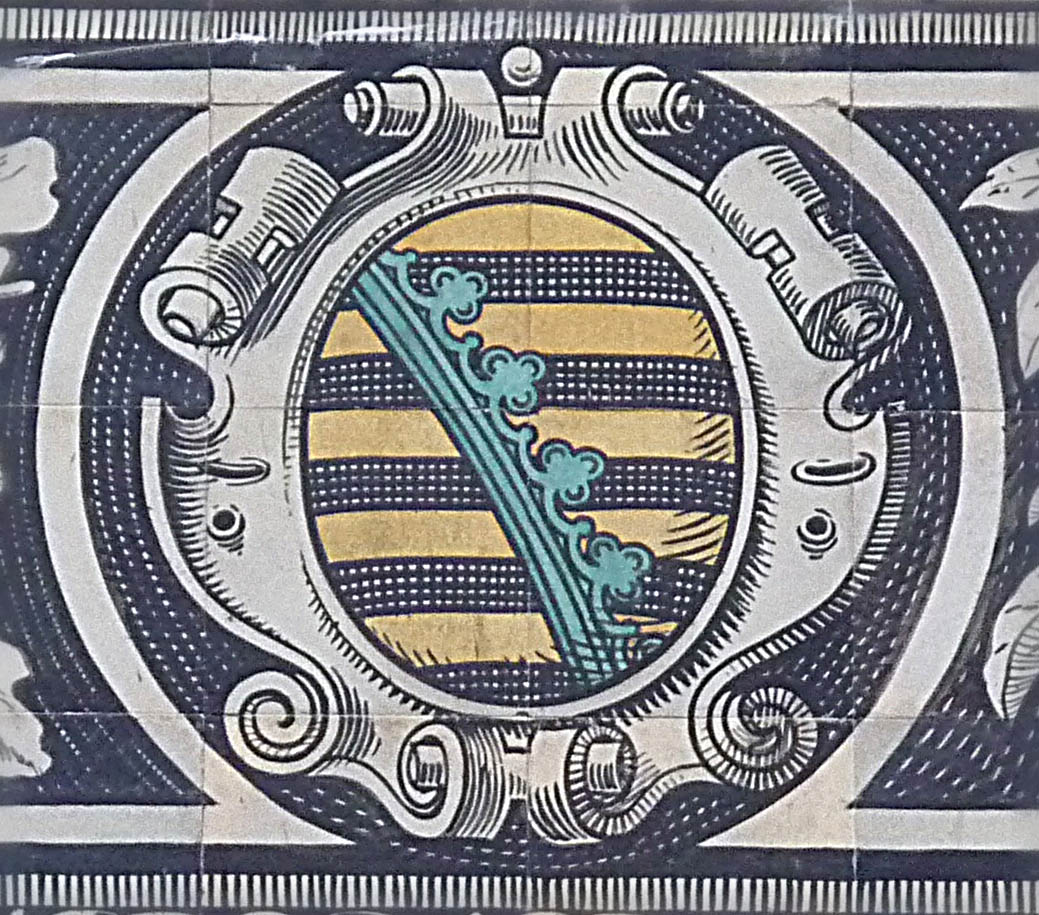
hertigdömet Sachsen
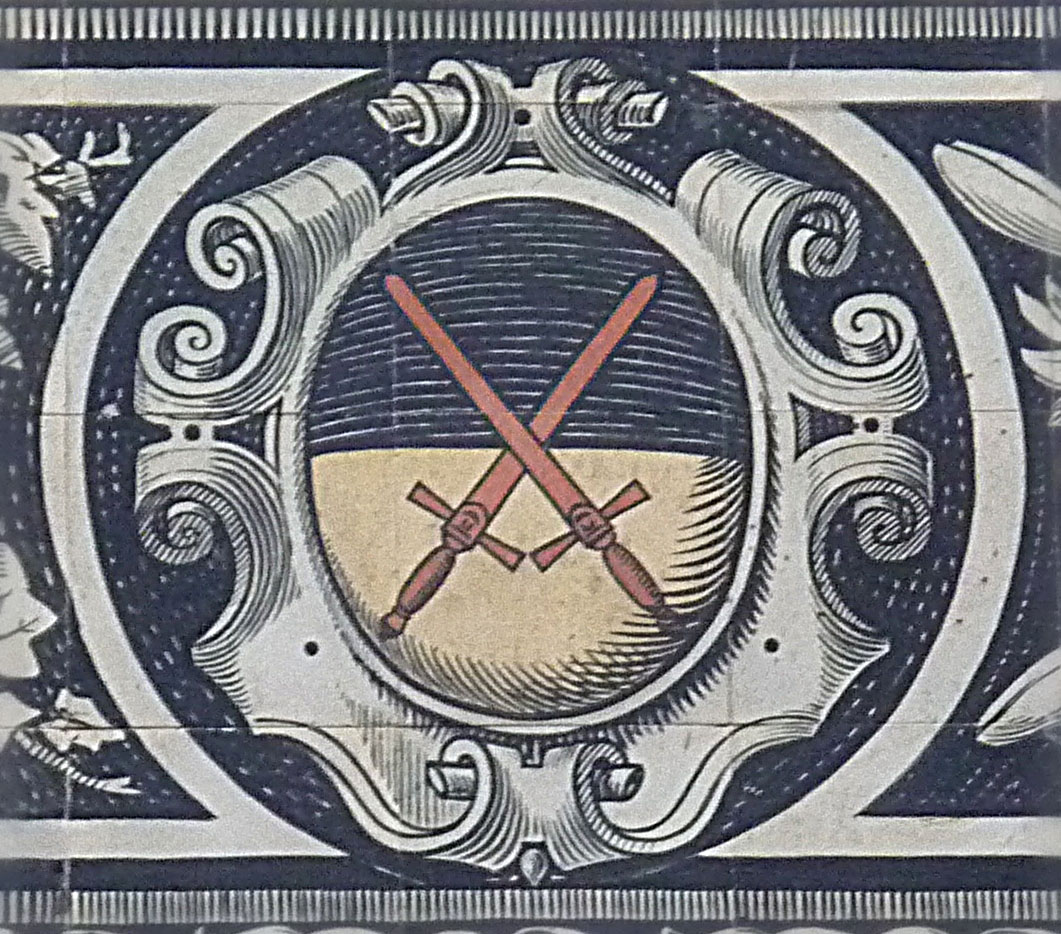
riksmarskalkämbetet
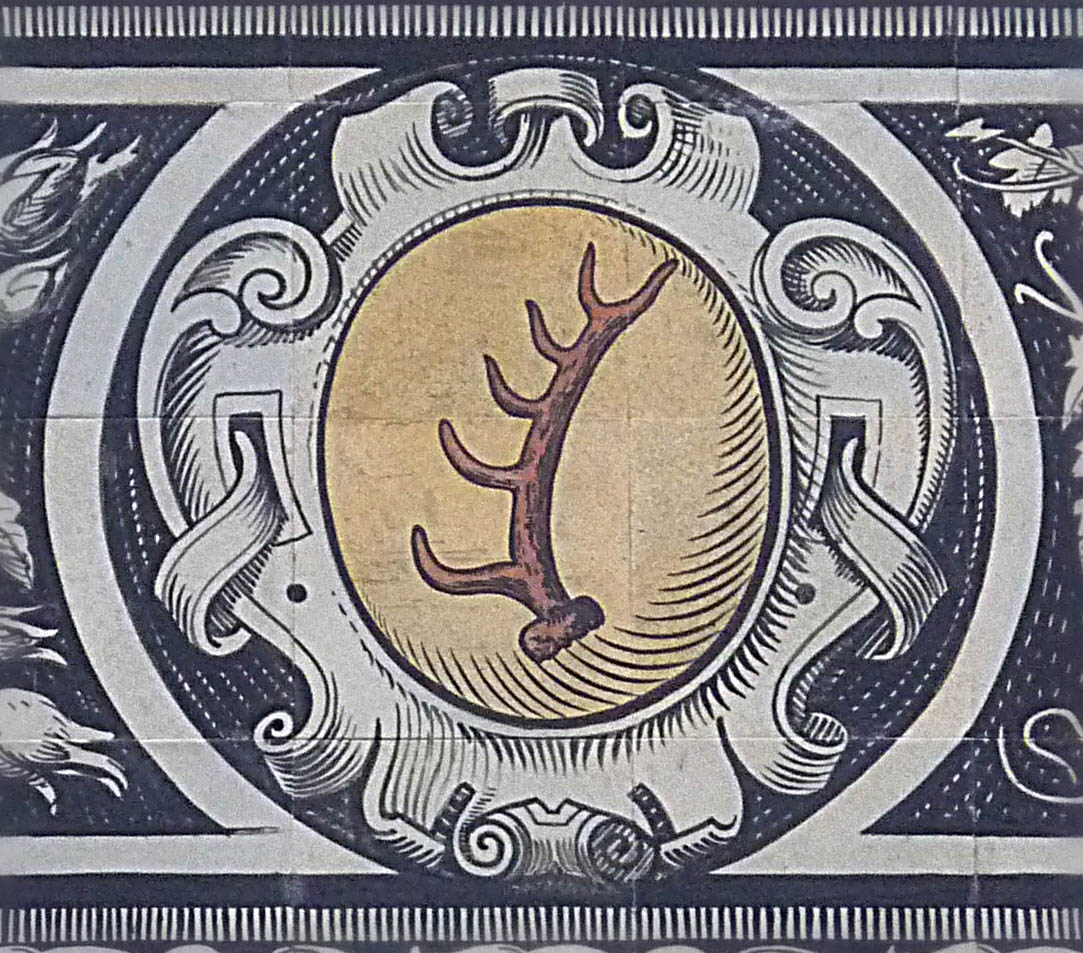
herredömet Bieberstein
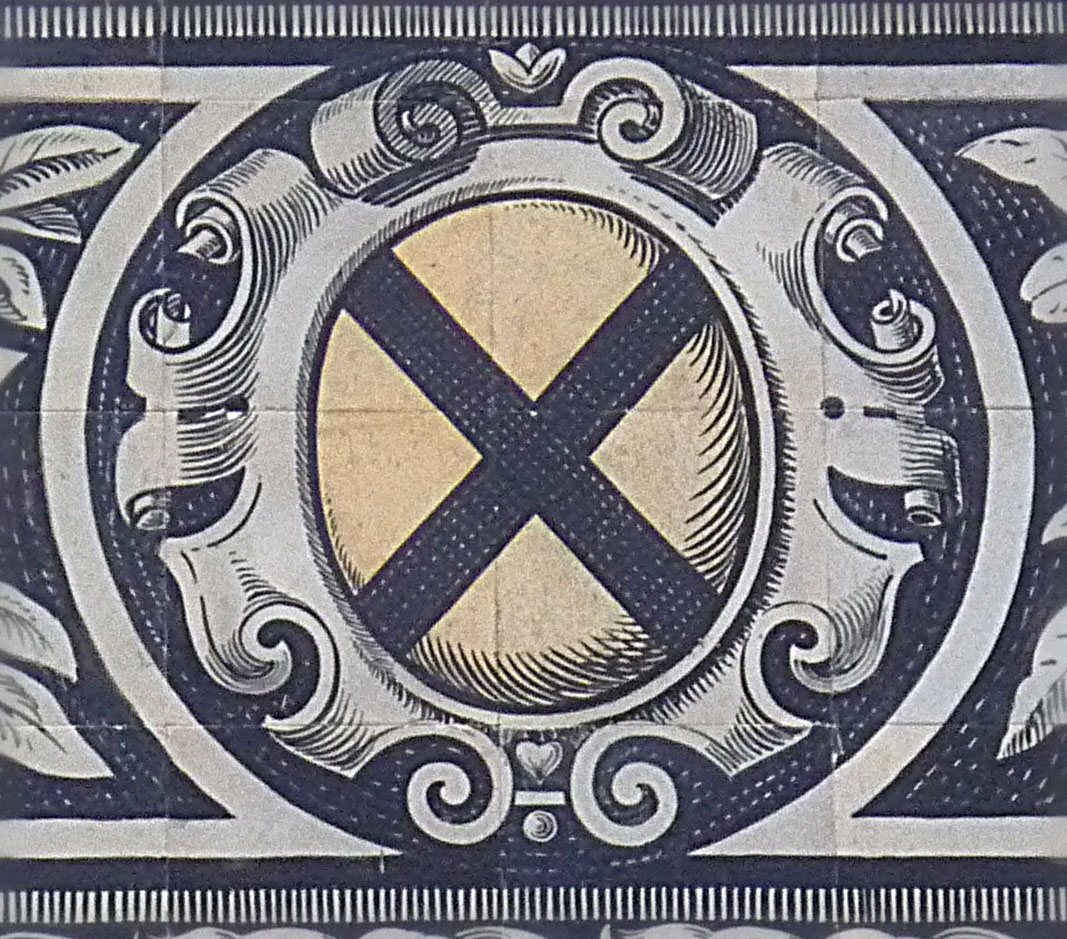
borggrevskapet Meissen
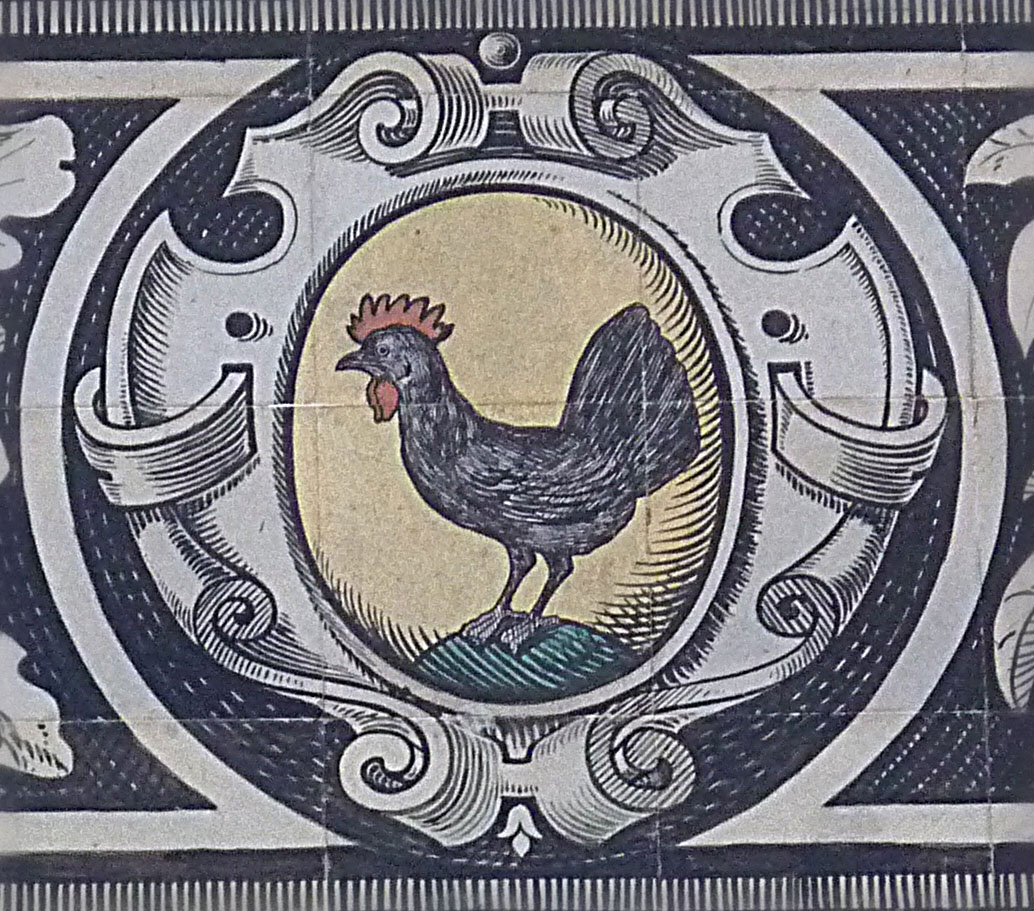
grevskapet Henneberg
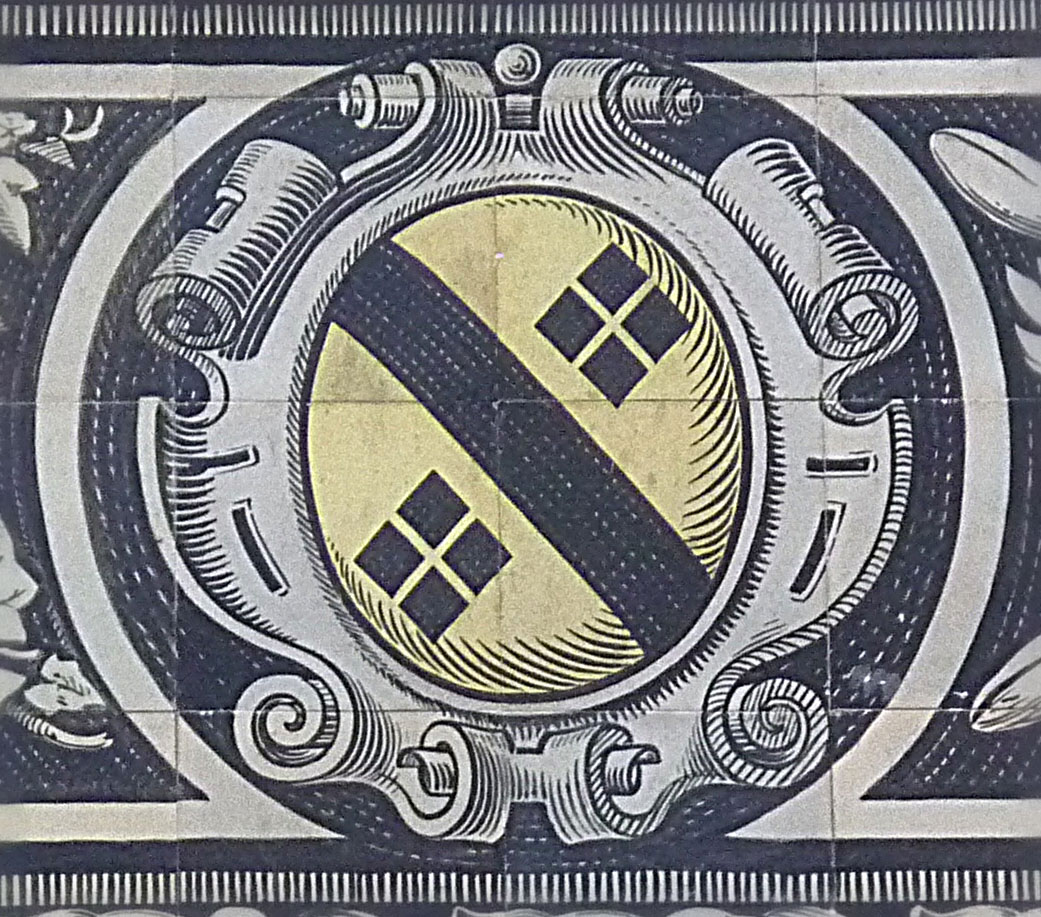
borggrevskapet Leisnig
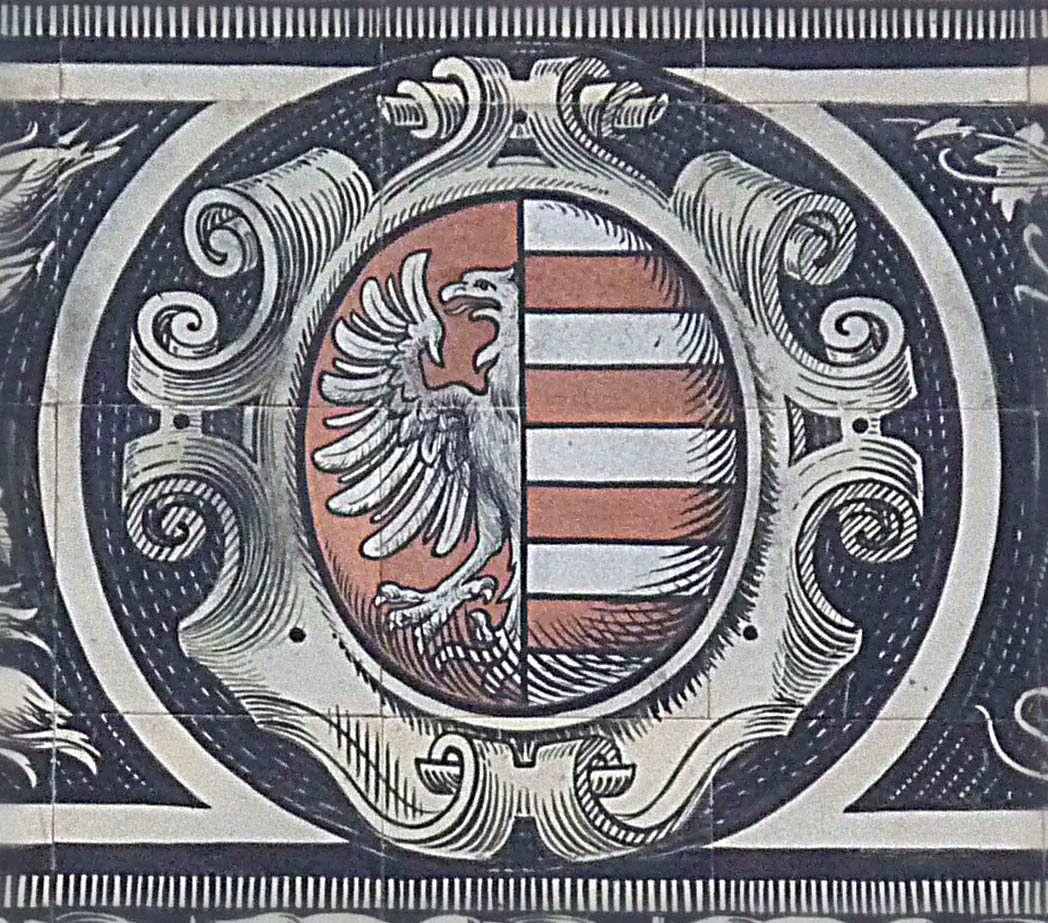
borggrevskapet Magdeburg
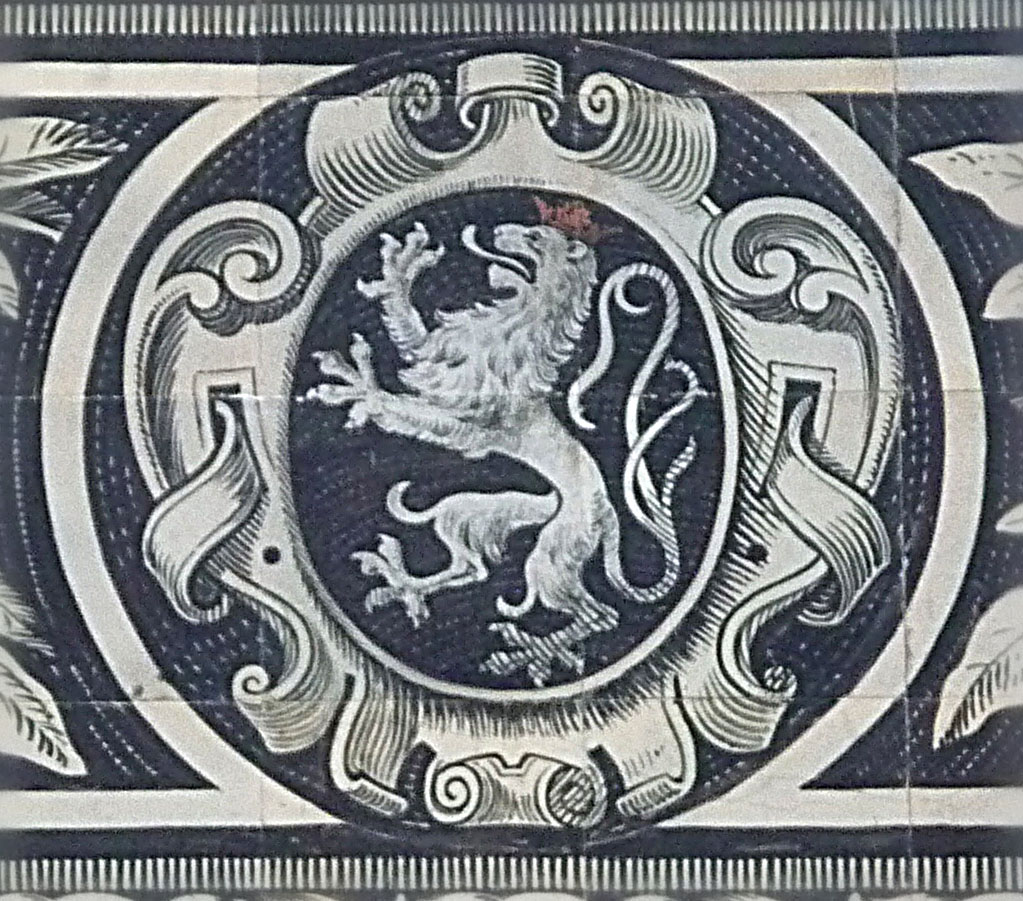
herredömet Weida
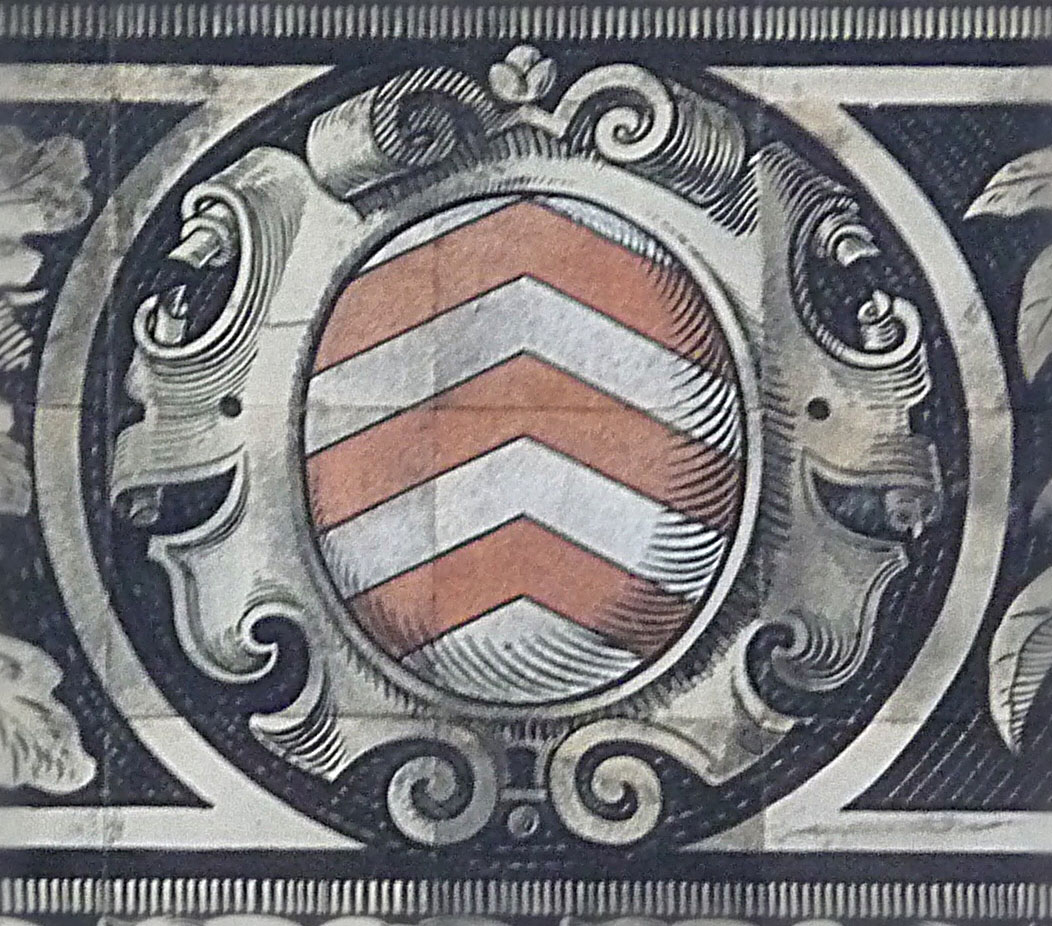
grevskapet Ravensberg
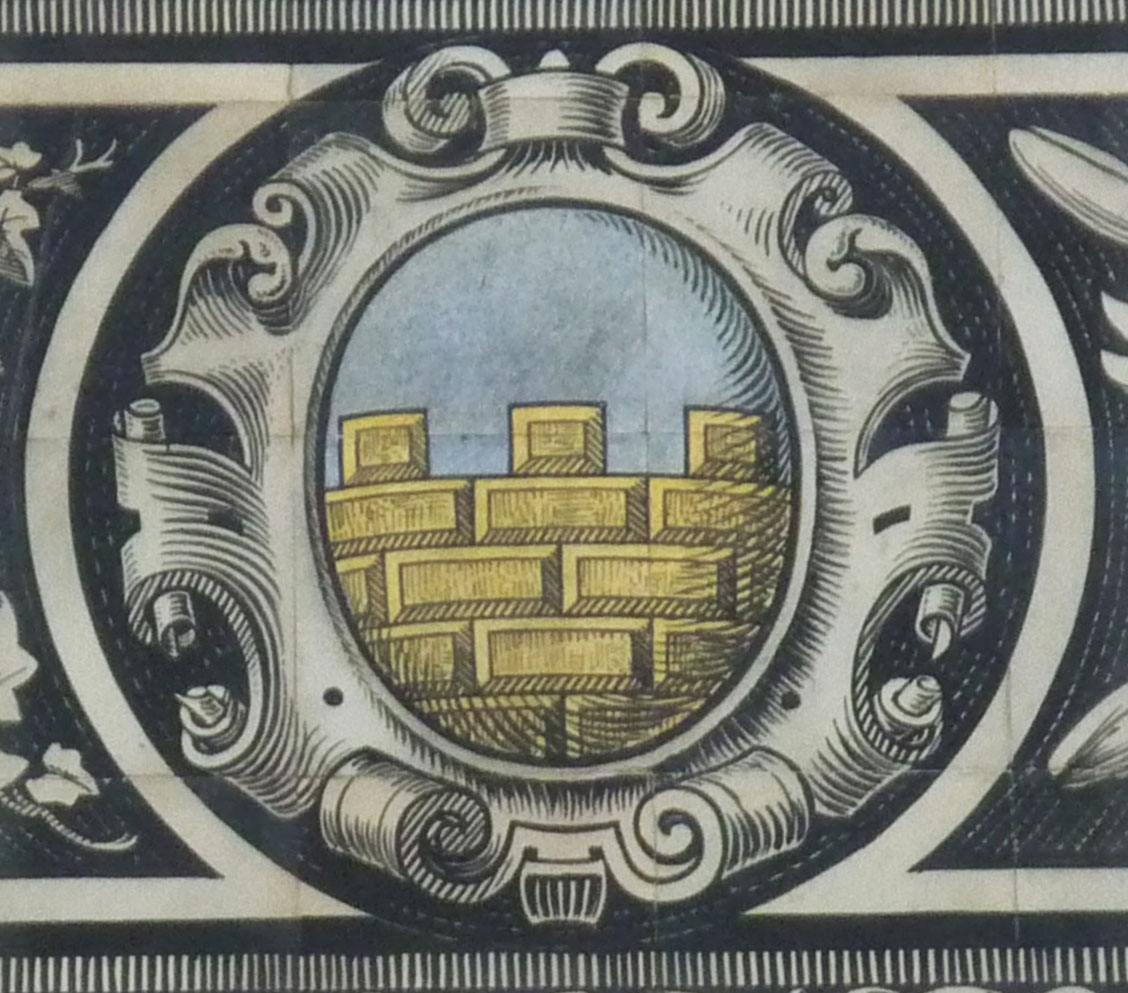
markgrevskapet Oberlausitz
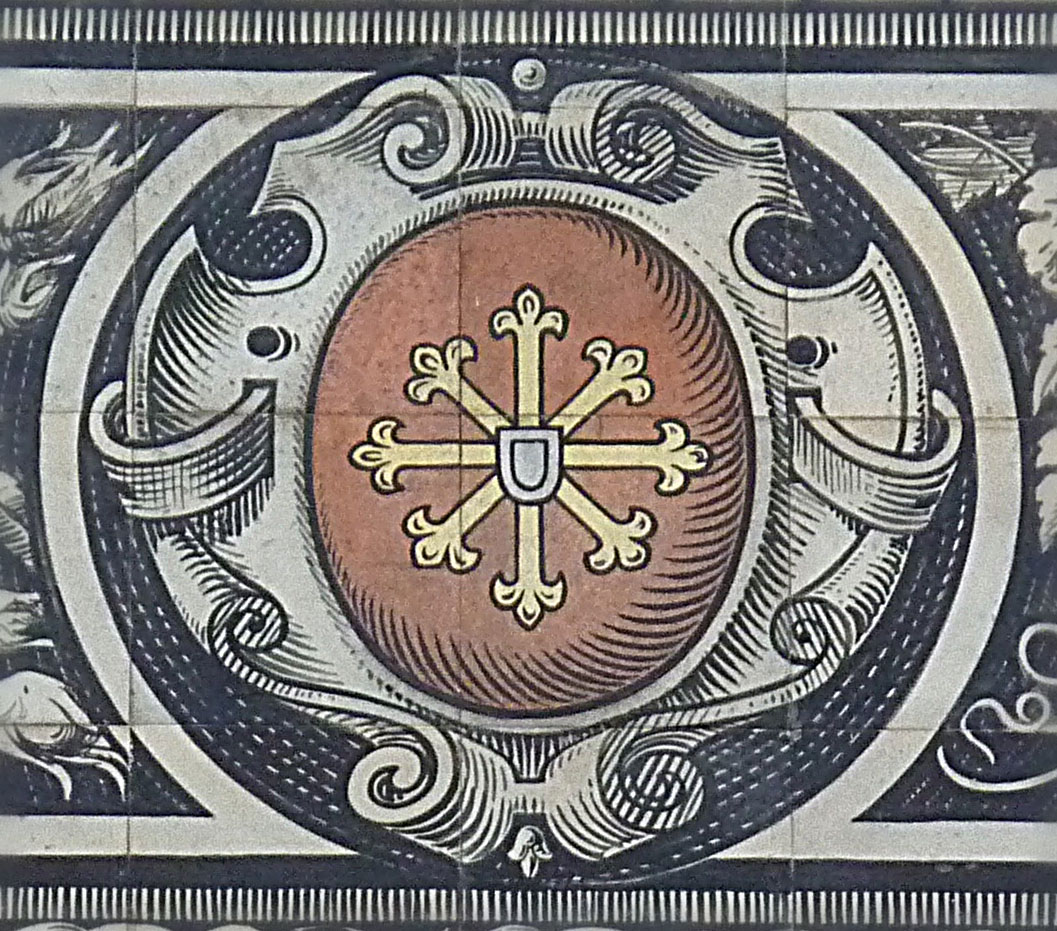
hertigdömet Kleve
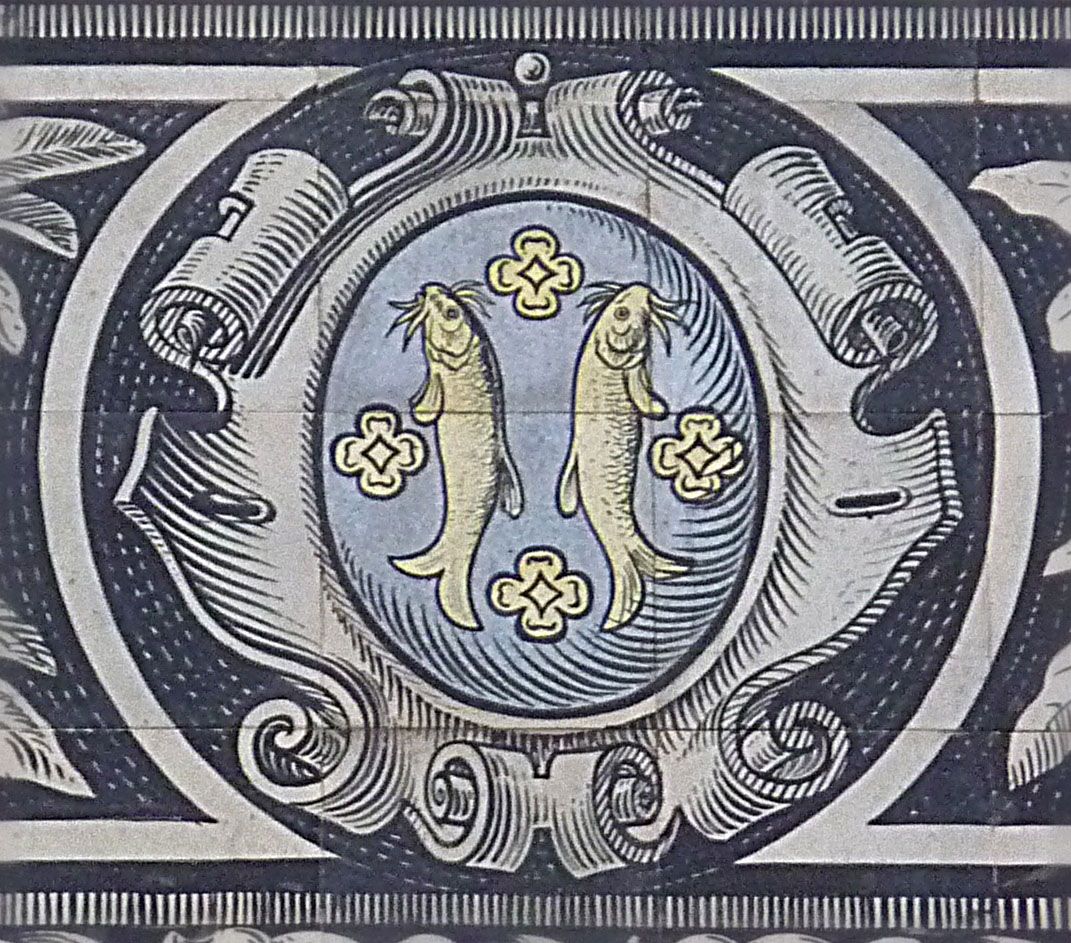
grevskapet Barby
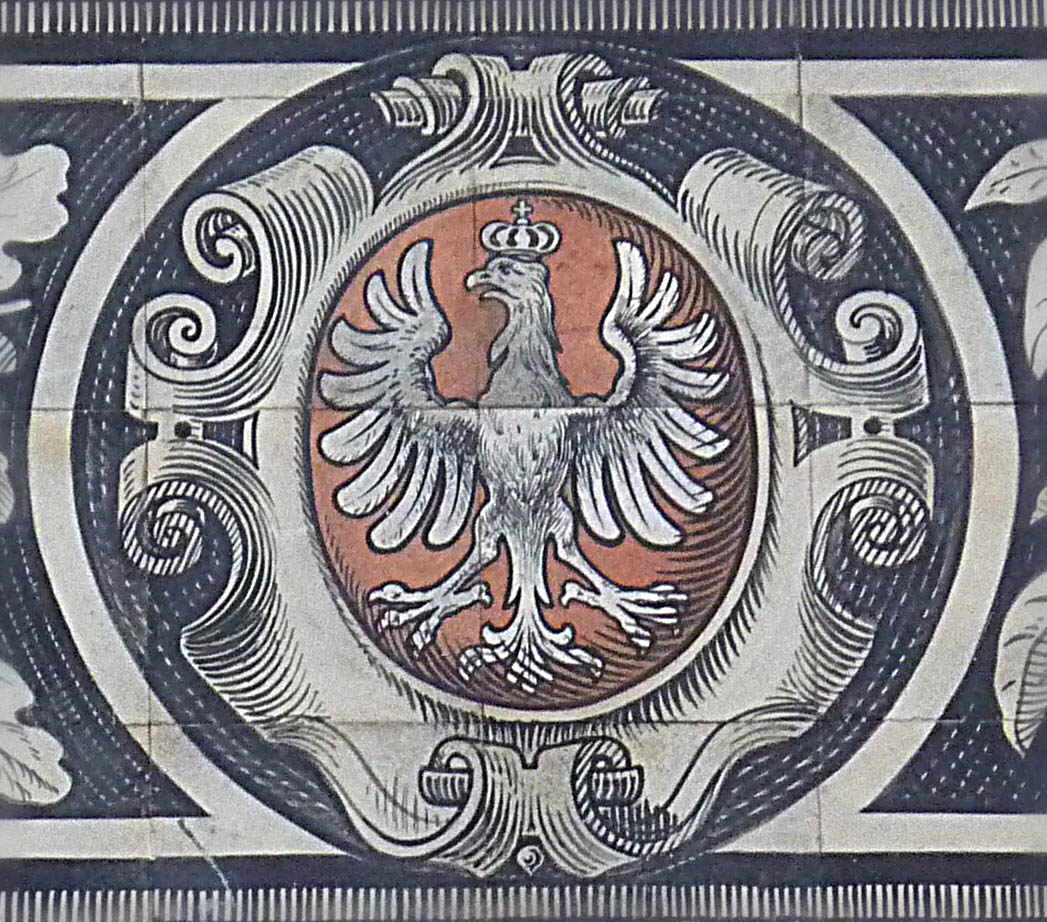
kungariket Polen
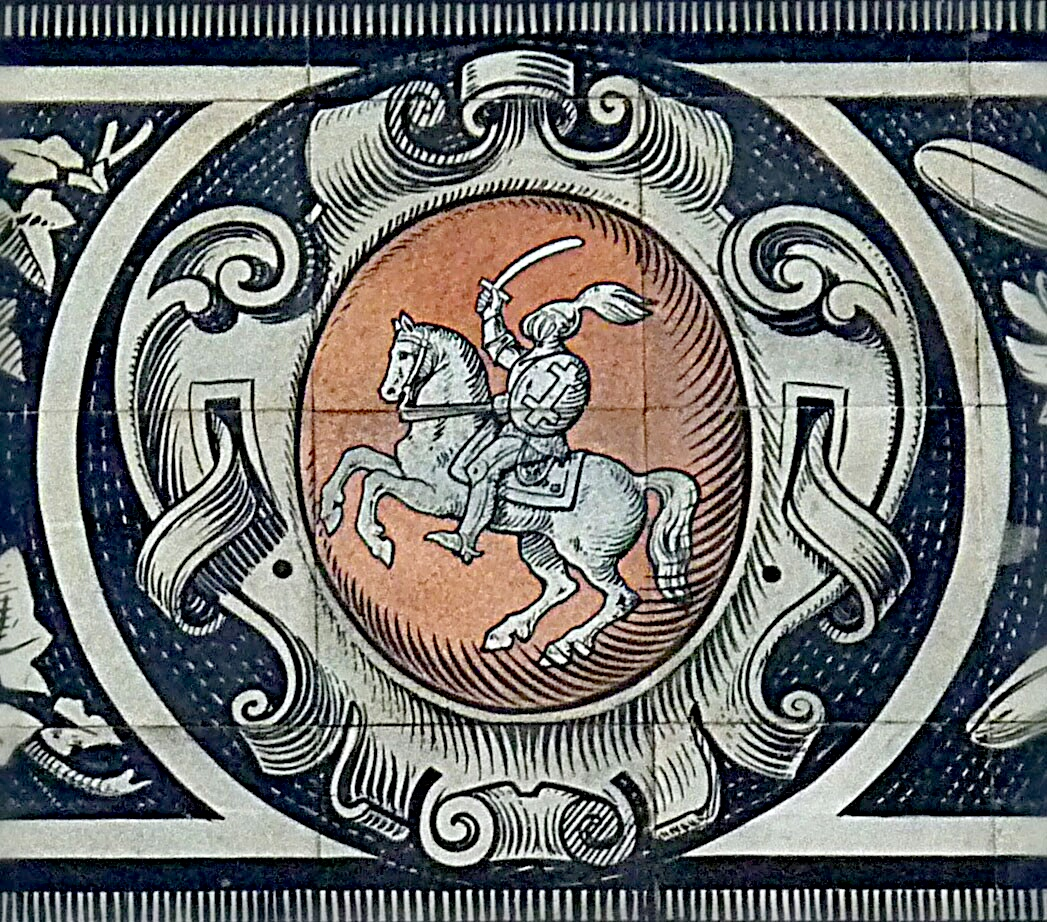
storfurstendömet Litauen
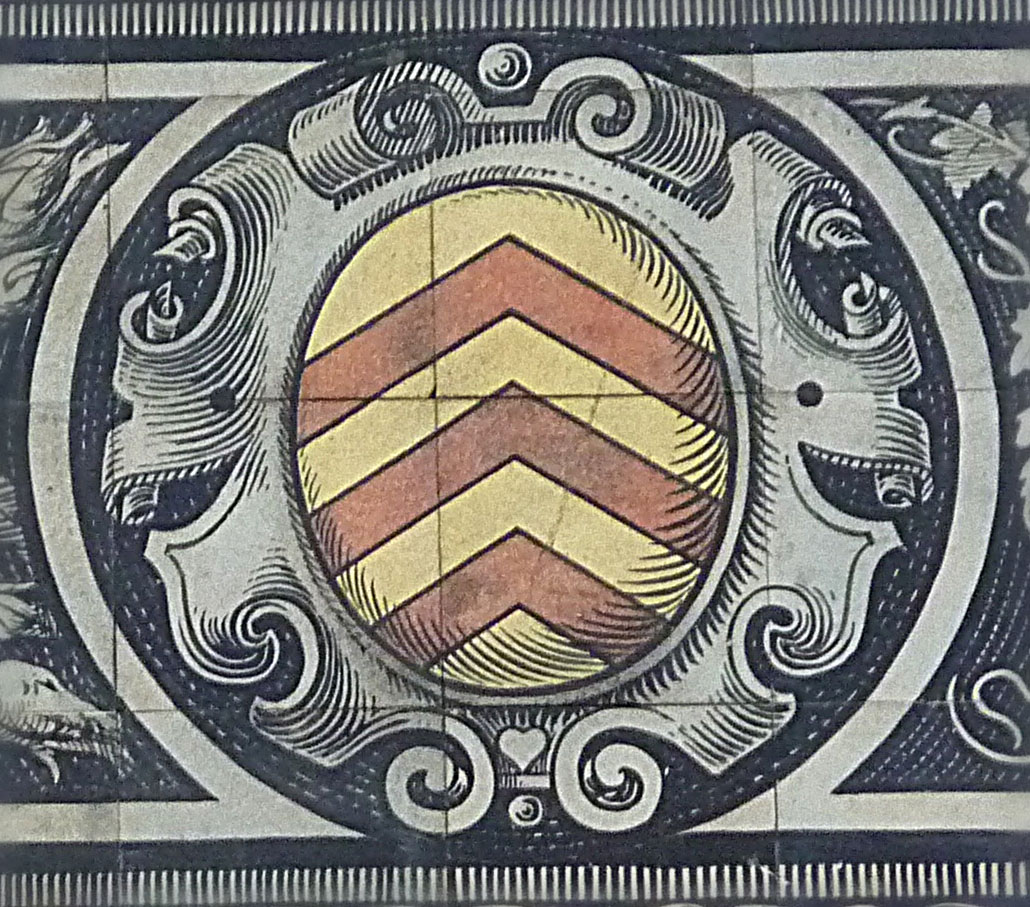
grevskapet Hanau
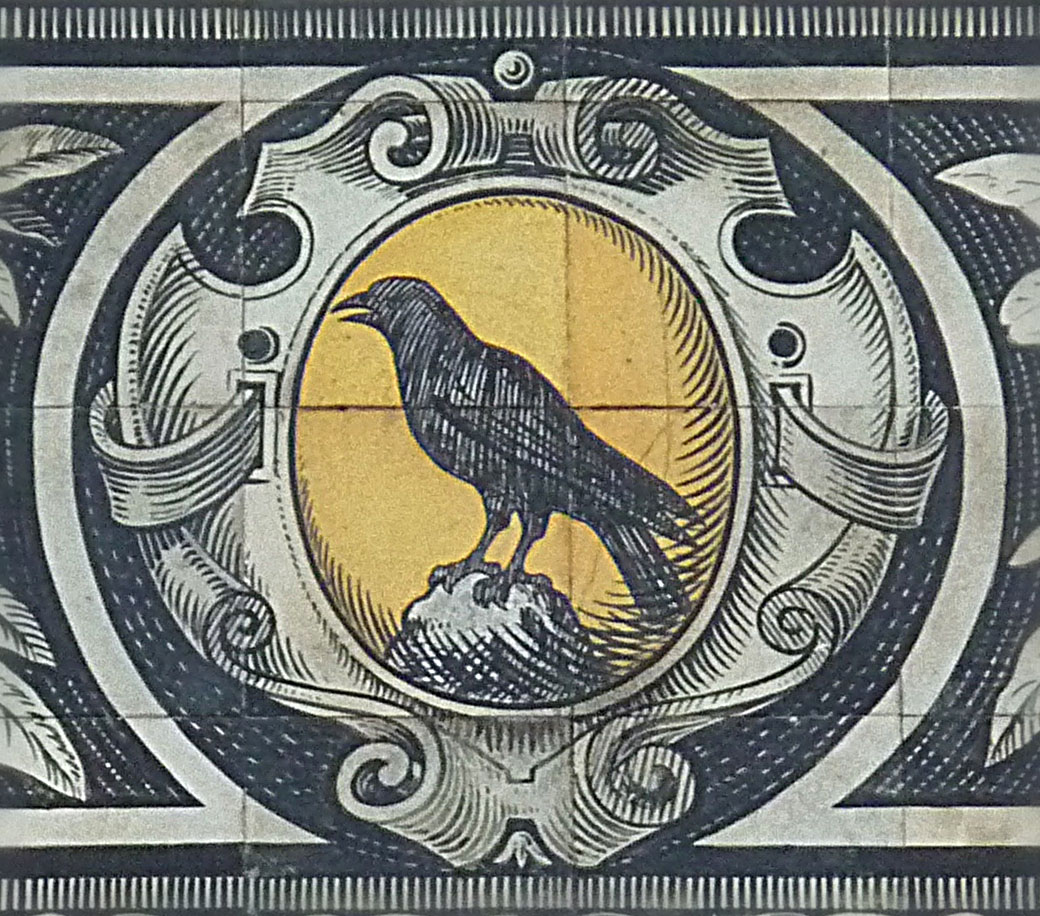
herredömet Ravenstein
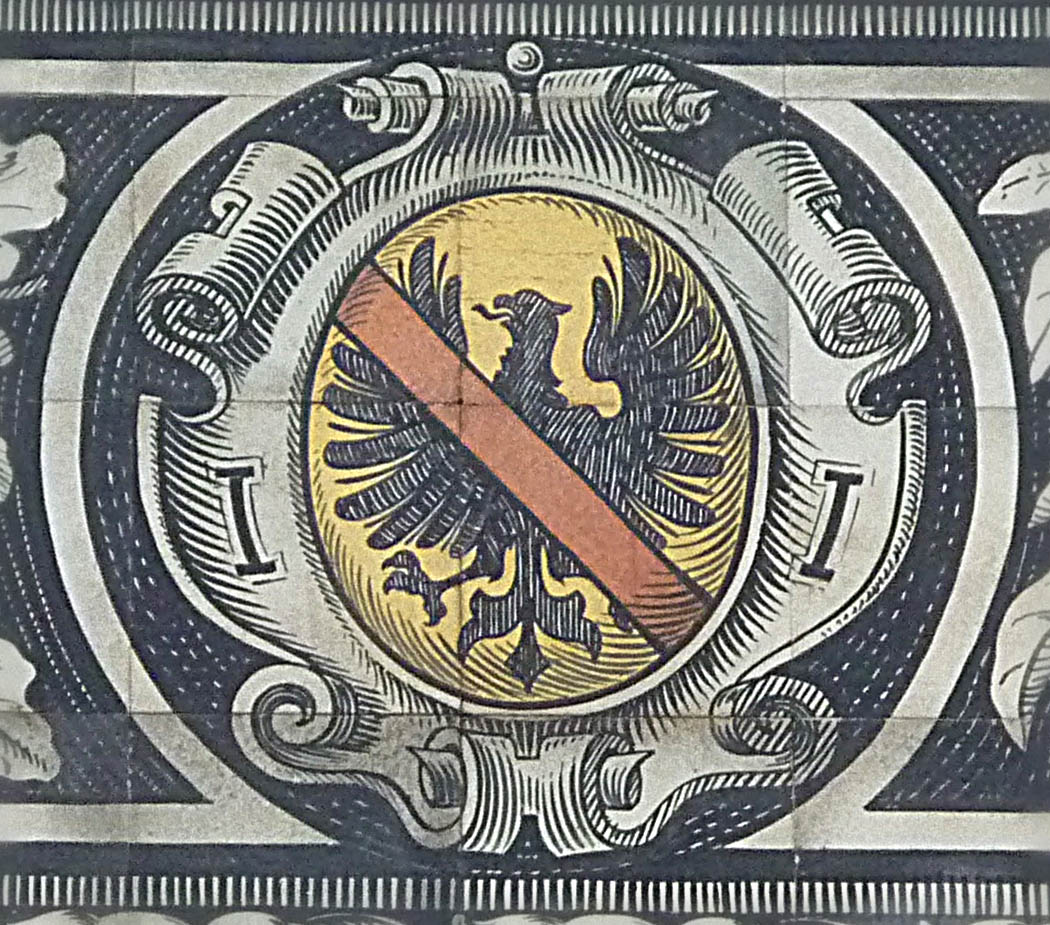
grevskapet Waldenburg
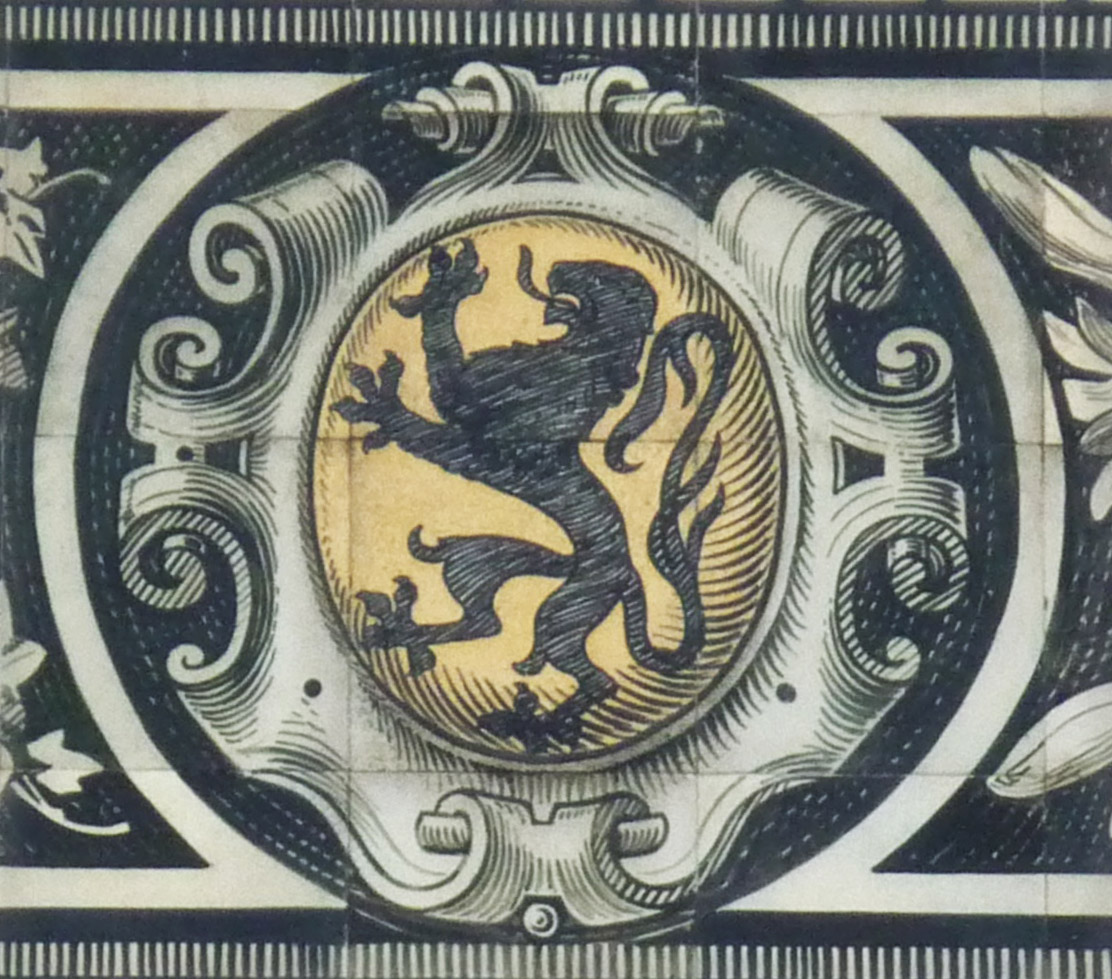
hertigdömet Jülich
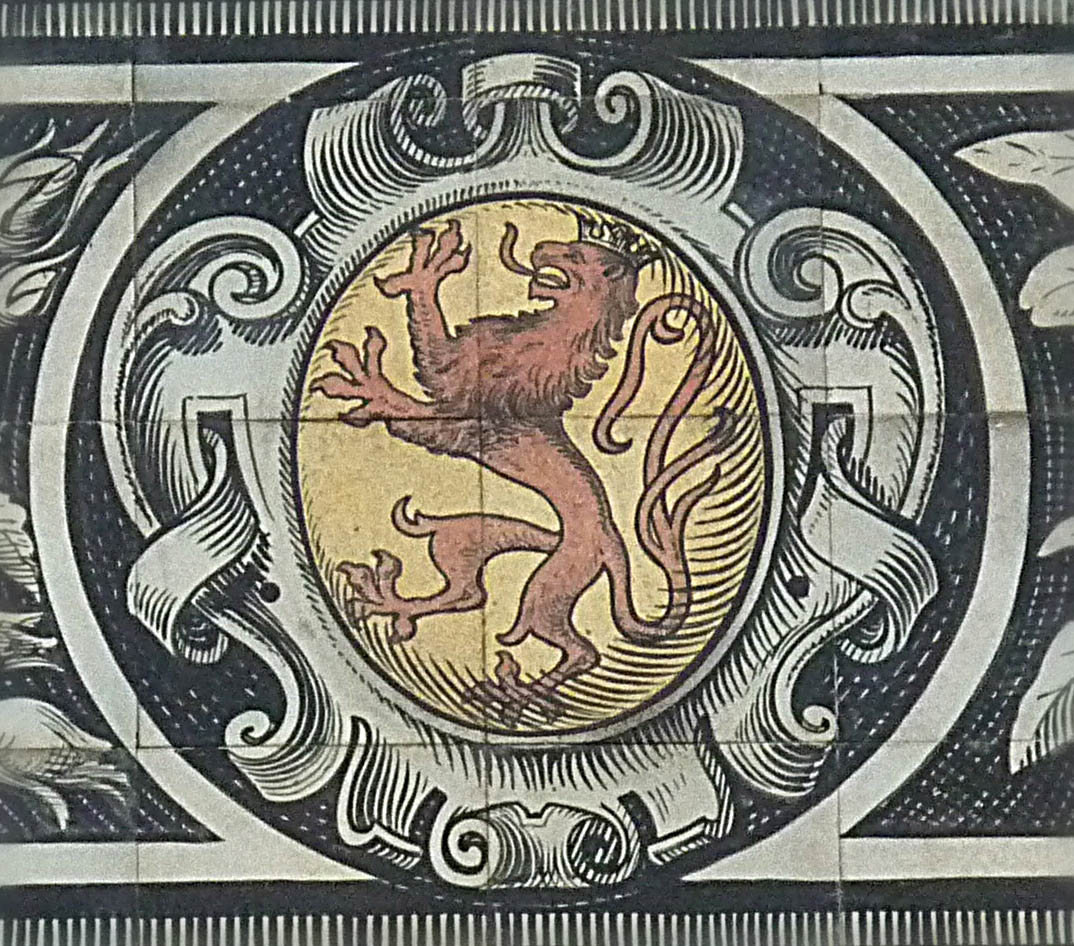
hertigdömet Berg
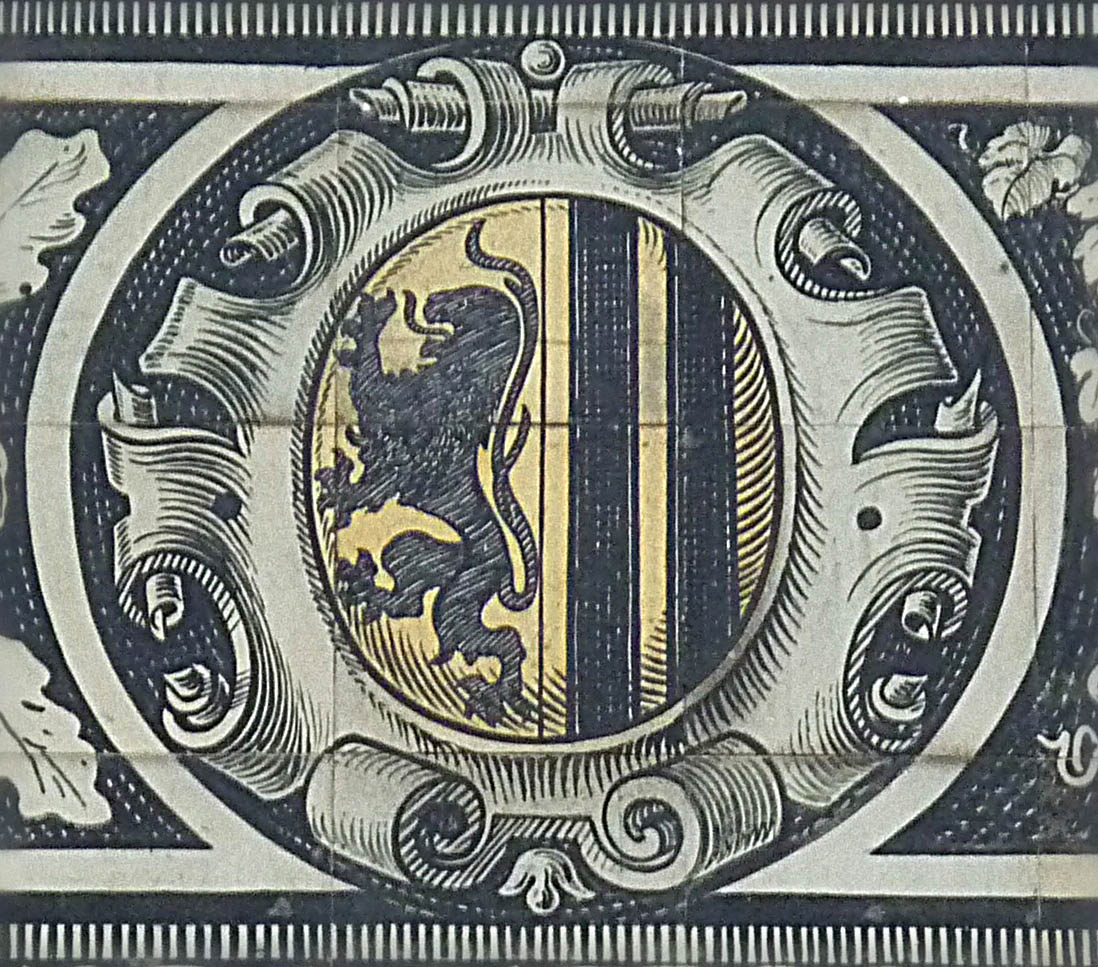
huvudstaden Dresden